# Grecia Antică
Grecia Antică (în greacă Ἑλλάς, în latină Hellás) a fost o civilizație antică din bazinul mediteranean, provenită din peninsula balcanică, care a durat din secolul al XII-lea î.Hr. până în anul 313 d.Hr., la oficializarea creștinismului, sau până la închiderea academiei ateniene de către împăratul Iustinian I în 529 d.Hr. După colapsul civilizației grecești antice, a urmat perioada romano-bizantină. 
Civilizația grecească antică s-a dezvoltat în peninsula balcanică la trei secole după sfârșitul epocii bronzului și prăbușirea civilizației miceniene; orașe-state grecești numite „polisuri” s-au format din secolul al VIII-lea î.Hr. în perioada arhaică și au declanșat procesul de colonizare a bazinului mediteranean, în Turcia, Libia, Italia, Franța, Spania, Rusia, Egipt,  România, Ucraina și Georgia de azi. A urmat  Epoca Clasică, care a culminat cu înflorirea culturală, artistică, literară, științifică, filosofică și arhitecturală, dar și cu războaiele cu perșii din secolele V-IV î.Hr. Epoca clasică s-a încheiat odată cu Războiul peloponesiac dintre Liga de la Delos și Liga peloponesiacă.    
În secolul al IV-lea î.Hr. regele macedonean Alexandru cel Mare a supus orașele-state grecești și a nimicit Imperiul Persan, cucerind Orientul Apropiat și Mijlociu, răspândind civilizația și cultura elenistică până în India. După moartea lui Alexandru  imperiul macedonean s-a dezbinat în regate succesoare cu specific grecesc: Regatul Egiptean (Ptolemeu), Regatul Seleucid, Regatul trac al lui Lisimah, Regatul macedonean al lui Casandru și regatul greco-bactrian din Afganistanul de azi. 
În secolele II-I î.Hr. Imperiul Roman a supus primele trei regate elenistice în vreme ce regatul Bactriei a fost cucerit de indo-sciți și parți. Cultura, religia și arta romană s-a inspirat după cea grecească, ajungând să o exporte prin procesul de romanizare în Europa, dar și în Orient și în nordul Africii, care s-au menținut sub ocupație bizantină până la invazia arabă și islamificarea din anii 600-700 d.Hr.
Grecia clasică a devenit o inspirație și leagănul civilizației pentru civilizația vestică în ce privește politica, filosofia, arta, știința și arhitectura, dar și stilul de viață.

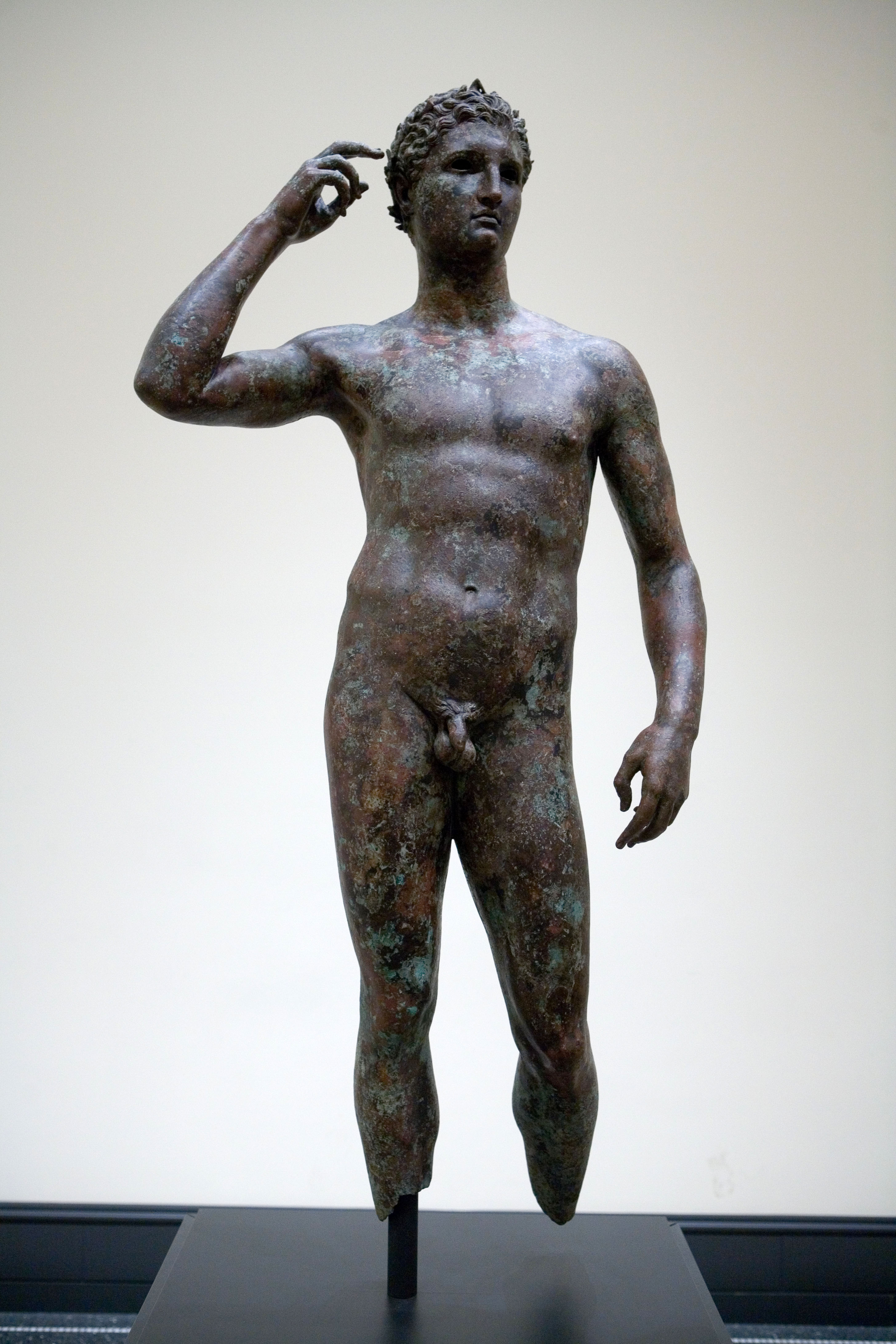
Atletul victorios, o sculptură din Grecia Antică (circa 310 î.Hr.)

## Periodizare
Grecia antică include strict perioada pre-creștină, cand religia era politeistă. Astfel, istoria Greciei antice se împarte în:
- Civilizația heladică (3200 î.Hr.– c. 1050 î.Hr.)
- Civilizația cicladică (3200 î.Hr.–c. 1050 î.Hr.)
- Civilizația minoică (3000 î.Hr. – c. 1100 î.Hr.)
- Civilizația miceniană (1600 î.Hr. – c. 1100 î.Hr.)
- Secolele obscure ale Greciei  (1100 î.Hr. – c. 750 î.Hr.)
- Perioada arhaică în Grecia (750 î.Hr. - 490 î.Hr. )
- Grecia clasică (490 î.Hr.-323 î.Hr.)
- Grecia elenistică (323 î.Hr.-146 î.Hr.)
- Grecia romană (146 î.Hr.- 330 d.Hr.)

## Istoriografie

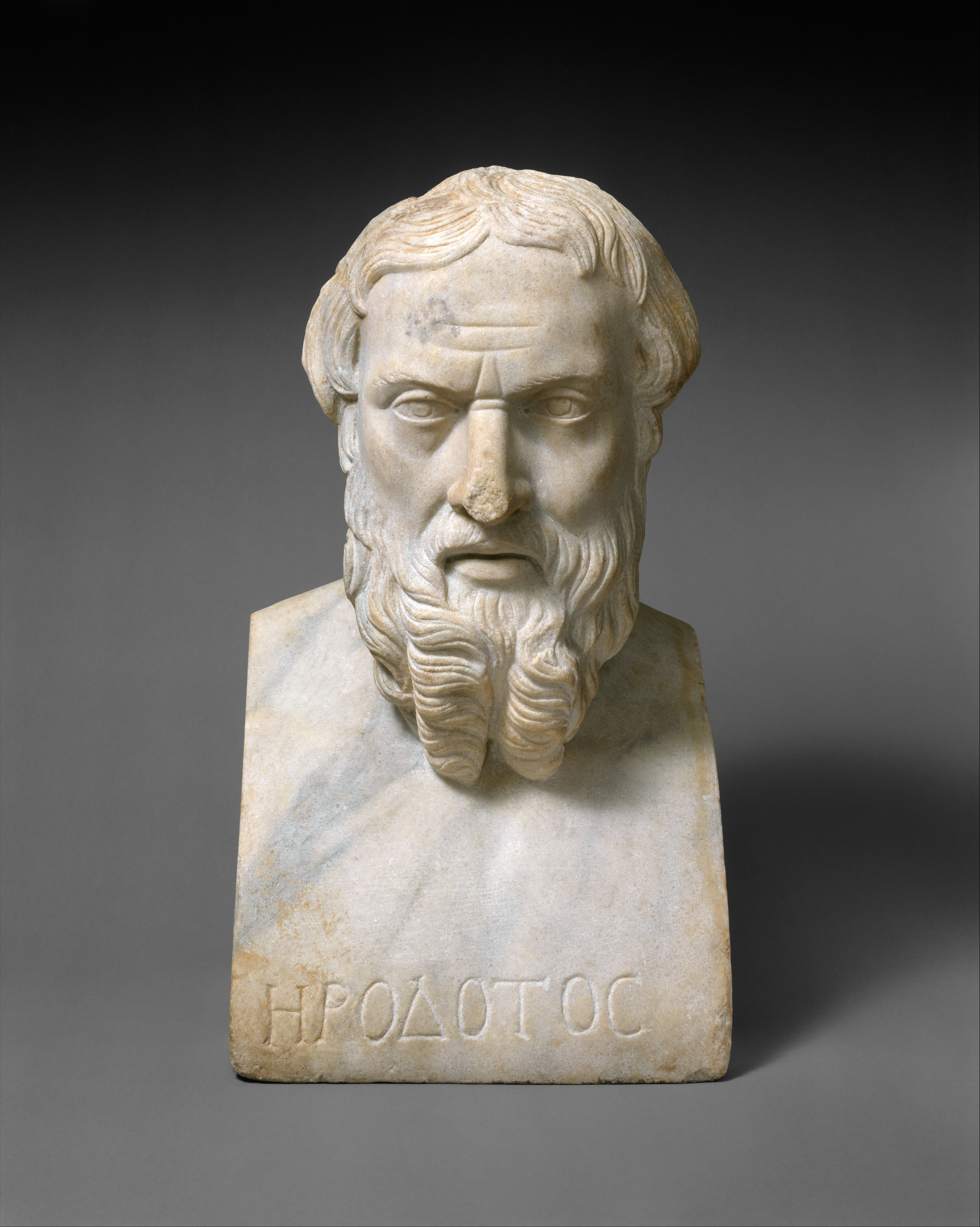
Herodot

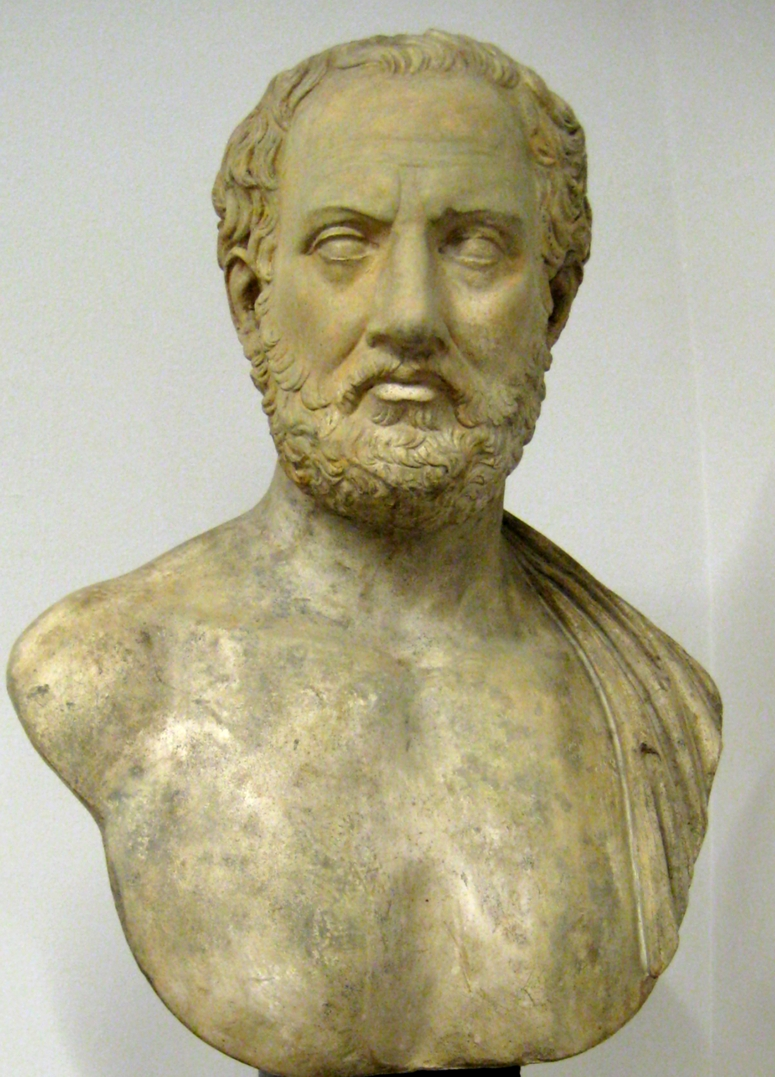
Tucidide

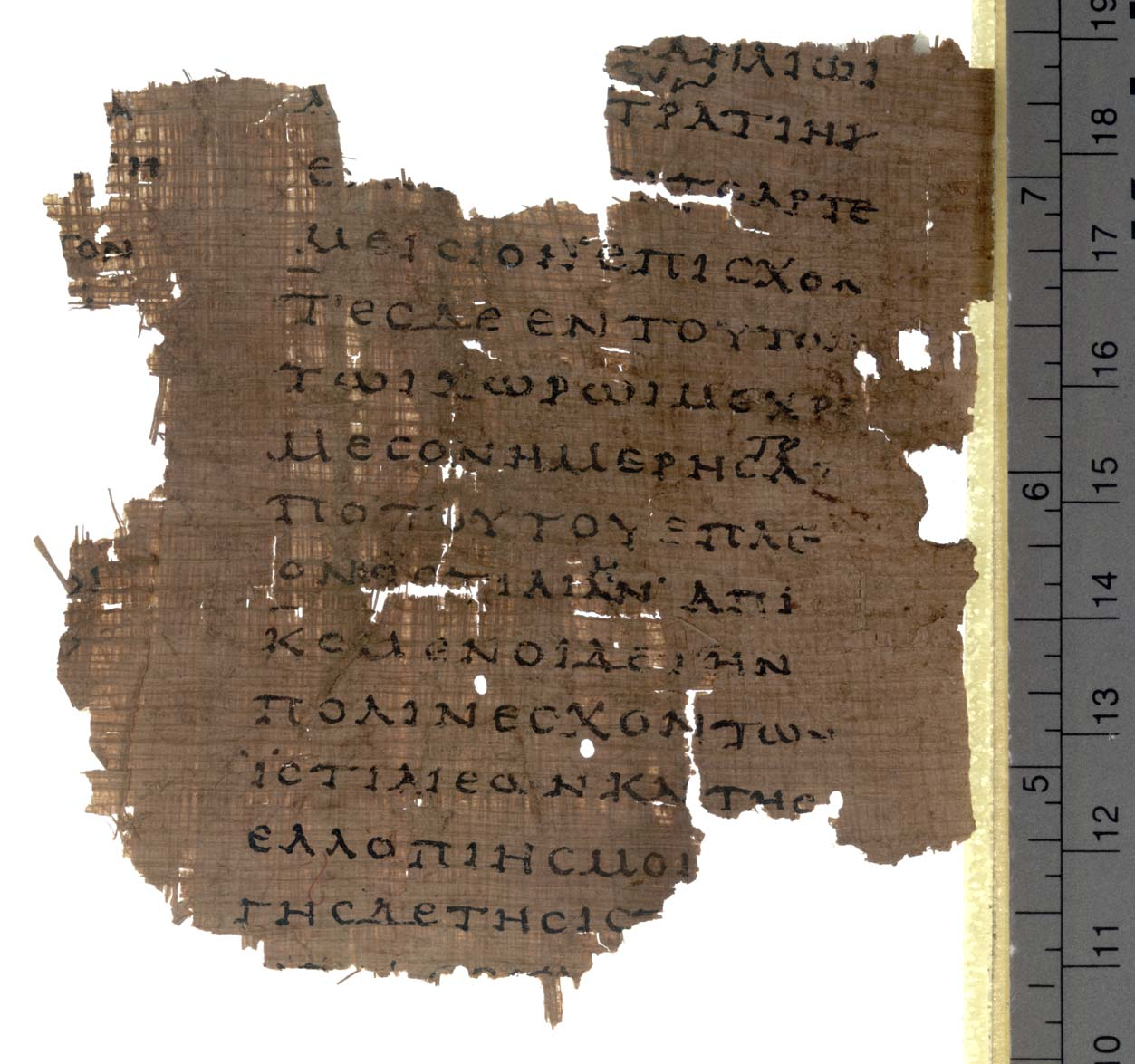
Un fragment din scrierile lui Herodot, găsit la Oxyrhynchos

Perioada istorică a Greciei Antice este prima atestată academic ca fiind comprehensivă, istoriografică, narativă.  Despre civilizațiile anterioare cunoaștem doar din izvoare arheologice și documente fragmentare precum anale, liste de regi și inscripții.  
Herodot din Halicarnas este considerat a fi "părintele istoriei, al jurnalismului și geografiei". Acesta a făcut o imensă „anchetă” și a realizat o carte de istorie universală despre Imperiul Persan, Babilon, Egipt și orașele-state grecești, o lucrare atotcuprinzătoare, care abordează  toate problemele societății antice. Cartea sa, Istorii, este o istorie relativă ce nu afirmă superioritatea culturii grecești și pune accentul pe delectarea cititorului și nu pe adevăr sau pe caracterul științific.  
Tucidide creează o nouă abordare a studiului istoric, fiind considerat al doilea întemeietor al istoriei. Axându-se pe adevărul istoric în redarea evenimentelor politice și militare, el respinge legendele, miturile și operele logografilor, considerând cǎ istoria trebuie să judece izvoarele pentru a extrage adevărul, iar sursele cercetate trebuie privite critic. A scris o lucrare despre Rǎzboiul Peloponesiac, care conținea 8 cărți ce cuprind perioada 431-411 î.e.n., o vastă istorie militară și politică, numind conflictul „cea mai puternică zguduire” sau „războiul cel mai de seamă”. A introdus conceptul de cauză, diferită de pretext, cauzele fiind psihologice, economice, sociale, comerciale etc. și a  introdus discursul fictiv, incluzând în descriere fraze de tipul „ce îmi pare că ar fi trebuit să vorbească fiecare despre cele ce îi stăteau în față”. 
Xenofon, om politic, istoric, filosof și general, este autorul primei mostre a genului memorialistic, fiind unul din cei 10.000 de mercenari greci ce au făcut parte din armata lui Cyrus cel Tânăr, descriind aventura sa în lucrarea Anabasis. 
Aristotel, filosof cu operă vastă, din domenii variate (filozofie, politică, retorică etc.), învățător al lui Alexandru cel Mare - a scris Politica și Statul atenian, îndreptând istoria către cercetarea comparată a instituțiilor.

## Geografie

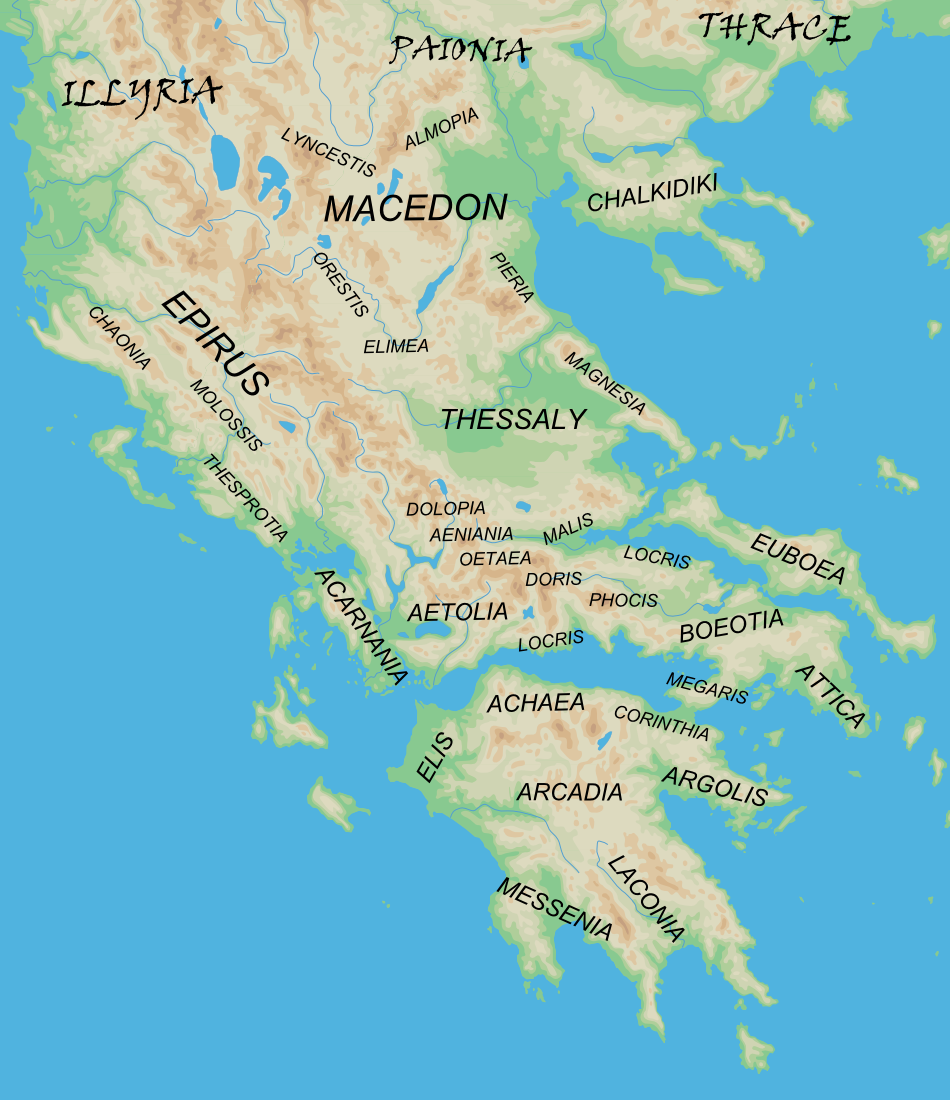
Regiunile Greciei continentale

Dialectele grecești în perioada clasică

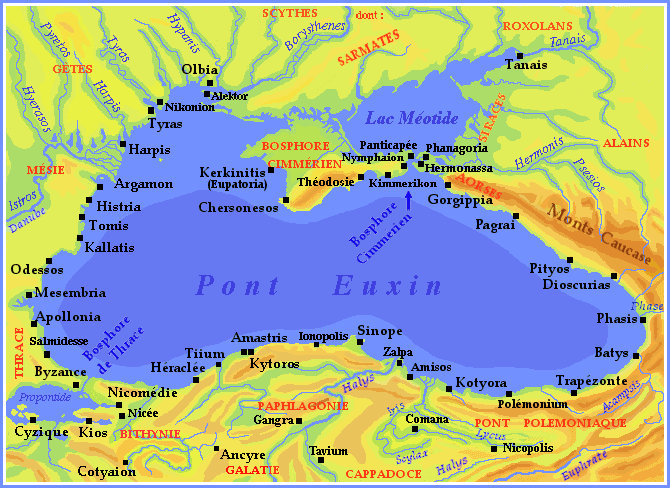
Orașele grecești din jurul Mării Negre

### Regiuni
Istoria Greciei antice s-a desfășurat în Grecia de azi și insula Creta, dar și în coloniile sale. Teritoriul Greciei este predominant muntos, iar regiunile sale sunt delimitate de munți, de aceea fiecare regiune are dialect, cultură și identitate proprie. Regionalismul a  dus la formarea orașelor-state și  la războaie regionale între acestea în cursul istoriei Greciei.
Grecia este scăldată de următoarele mări:
- Marea Mediterană la sud
- Marea Egee la est
- Marea Cretei la sud-est
- Marea Ionică la sud-vest.

Grecia peninsulară constă din peninsula Peloponez care este alcătuită din regiunile Laconia (sud-est), Mesenia (sud-vest), Elida (vest), Achaia (nord), Corintia (nord-est), Argolida (est) și Arcadia (centru). Grecia continentală este alcătuită din regiunile Aetolia și Acarnania în vest, Locrida, Dorida, Focida în centru, Beoția, Attica și Megarida în est, Tesalia în nord-est și Epir în nord-vest. Grecia nordică este alcătuită din Macedonia și regiuni precum Elimeia, Pieria și Orestida. Partea nordică a Greciei s-a învecinat la nord-est cu civilizația tracică (Bulgaria de azi) și cu civilizația ilirică în nord-vest (Serbia, Macedonia de Nord și Albania de azi).

### Orașe-state și colonii

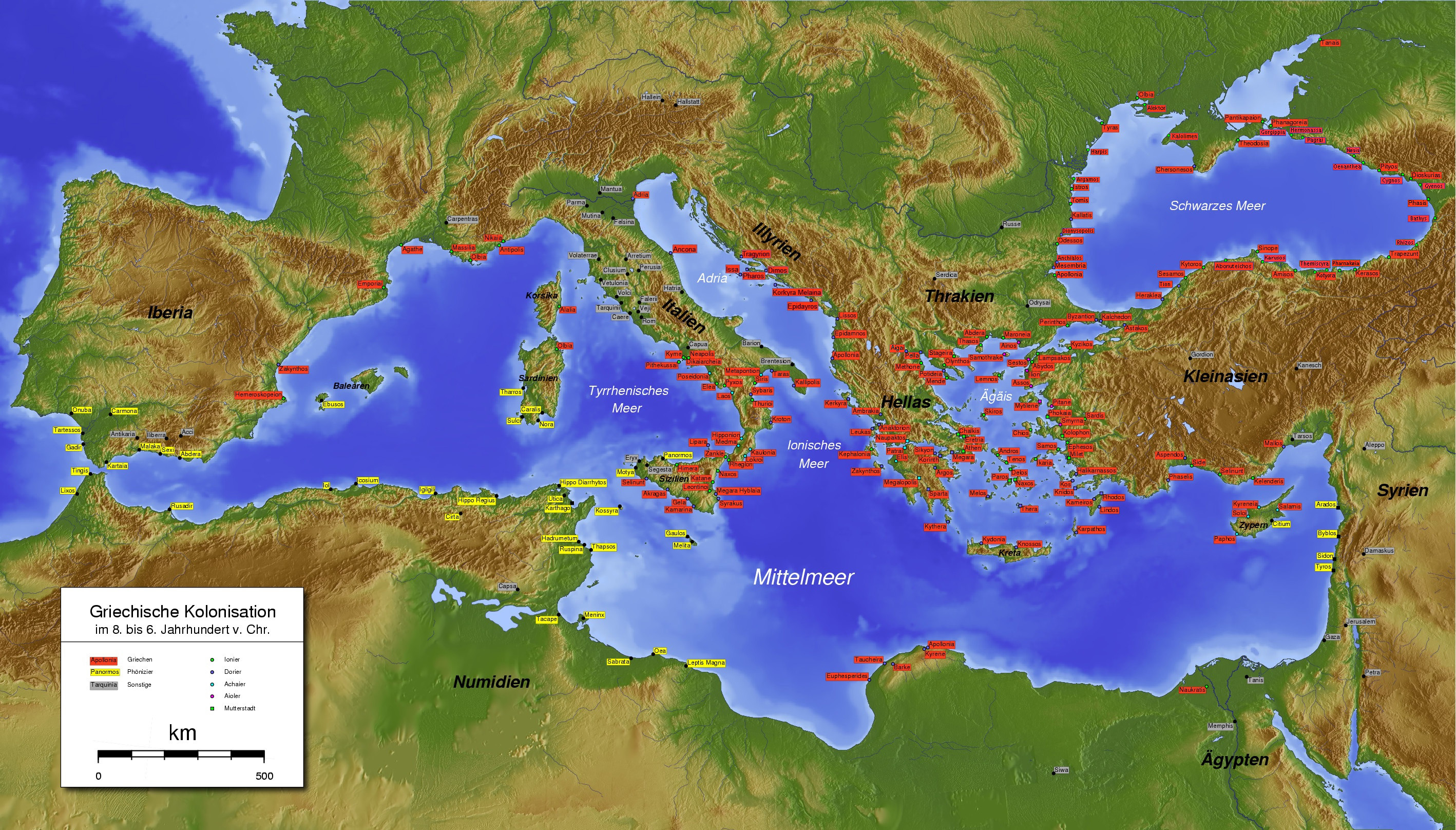
Harta coloniilor grecești (în roșu) din secolele VIII-VI î.Hr.

Imperiul lui Alexandru cel Mare

În perioada arhaică populația grecească a crescut cu mult peste capacitatea sustenabilității terenurilor arabile disponibile. Astfel, a rezultat o migrație în masă și colonizarea altor teritorii din afara spațiului grecesc. Populația Greciei în anul 800 î.Hr. era de 800 000 de locuitori. În anul 400 î.Hr., populația a atins cifra de 7-10 milioane de locuitori. Colonizarea altor teritorii a durat 250 ani, fiind întemeiate colonii pe coasta egeică a Asiei Mici, urmate de insula Cipru, coasta Traciei, Mării Marmara și coasta de sud a Marii Negre, apoi s-a întins până în Ucraina, Rusia, insula Sicilia, sudul Italiei și Franței, Serbia, insula Corsica, estul Spaniei, Egipt și Libia. Grecii au întemeiat orașe ca Siracuza, Napoli, Marsilia și Constantinopol (anterior Byzantion). 
Coloniile grecești au jucat un rol important în răspândirea influenței grecești în Europa, Africa și Asia, stabilind rute comerciale pe distanțe lungi, ceea ce a dus la prosperitatea economică a orașelor-state și înflorirea lor culturală.

## Istorie

### Perioada arhaică

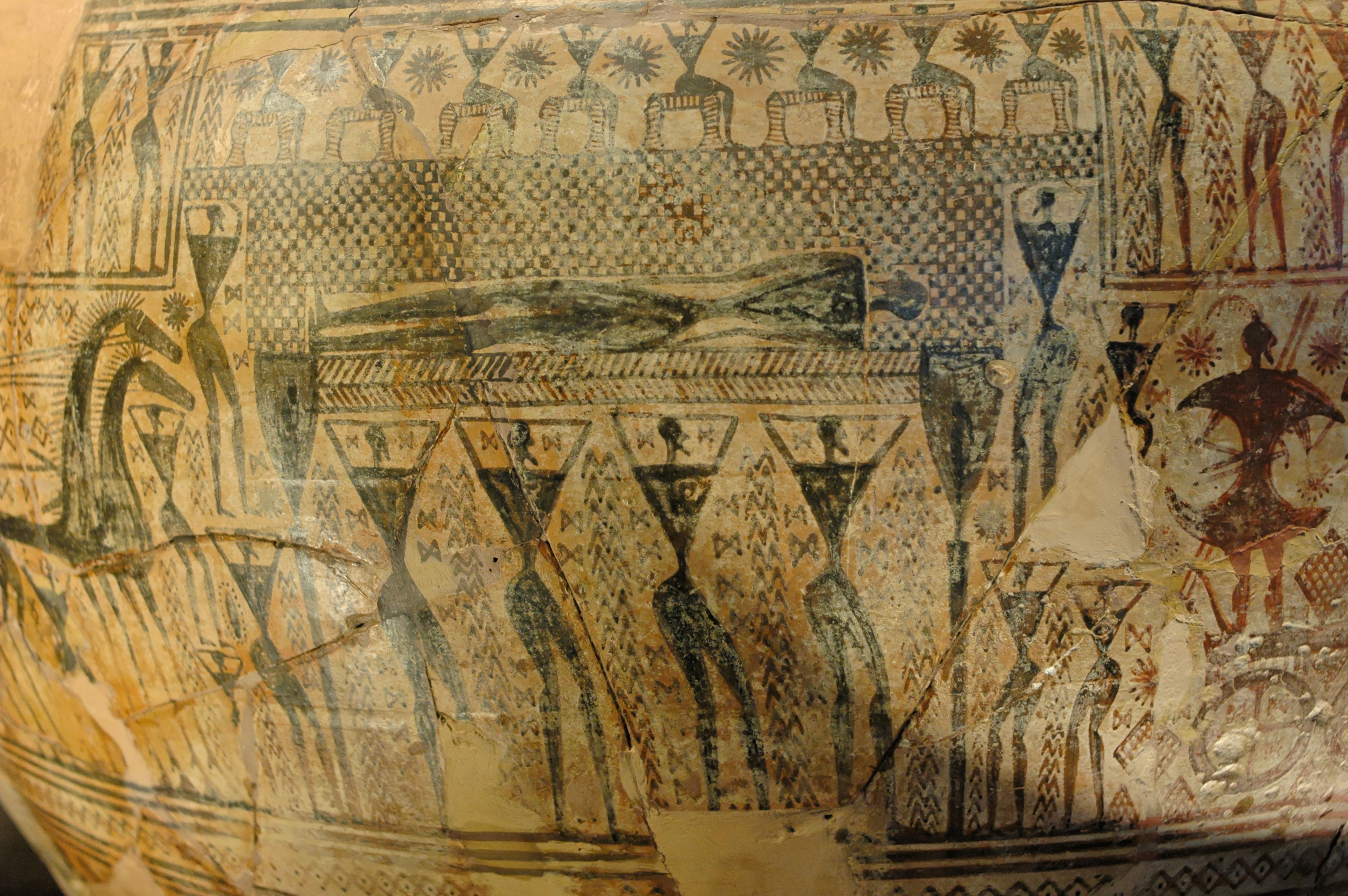
Vaza de la Poarta Dipylon, din Perioada Geometrică târzie sau începutul perioadei arhaice (c. 750 î.e.n.)

După prăbușirea civilizației miceniene Grecia a intrat într-o epocă întunecată. Literatura și scrierea miceniană au fost pierdute, grecii au adoptat alfabetul fenician modificându-l în ceea ce avea să devină alfabetul grec. Obiectele de ceramică și inscripțiile din secolele 9-8 î.Hr. sunt singurele izvoare care atestă existența grecilor în peninsula balcanică în aceea perioada. Grecia era divizată datorită reliefului muntos în mai multe comunități mici și autonome.  
Anul 776 î.Hr. este primul an în care au avut loc jocurile olimpice. În anii 710-650 î.Hr. s-a desfășurat Războiul Lelantin, primul război grecesc documentat, fiind purtat de orașele-state Chalcis și Eretria pentru fertila Câmpie Lelantină de pe insula Eubeea. Învingătorul avea să aibă recoltele cele mai bune: Chalcis a câștigat războiul.  

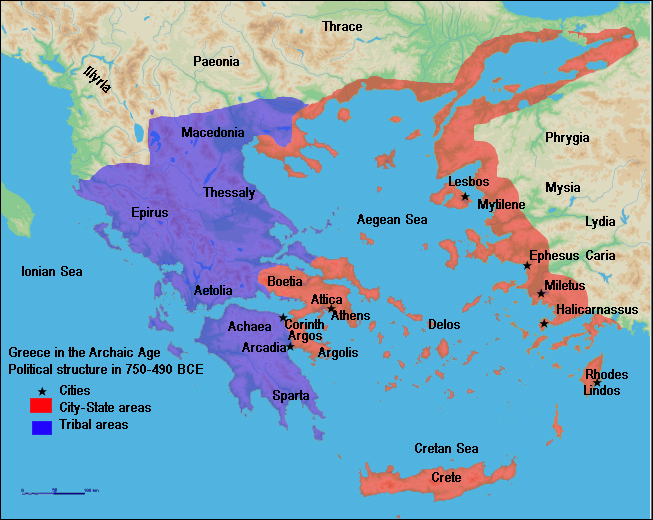
Grecia în perioada arhaică: zonele orașelor-state cu roșu, zonele tribale cu violet.

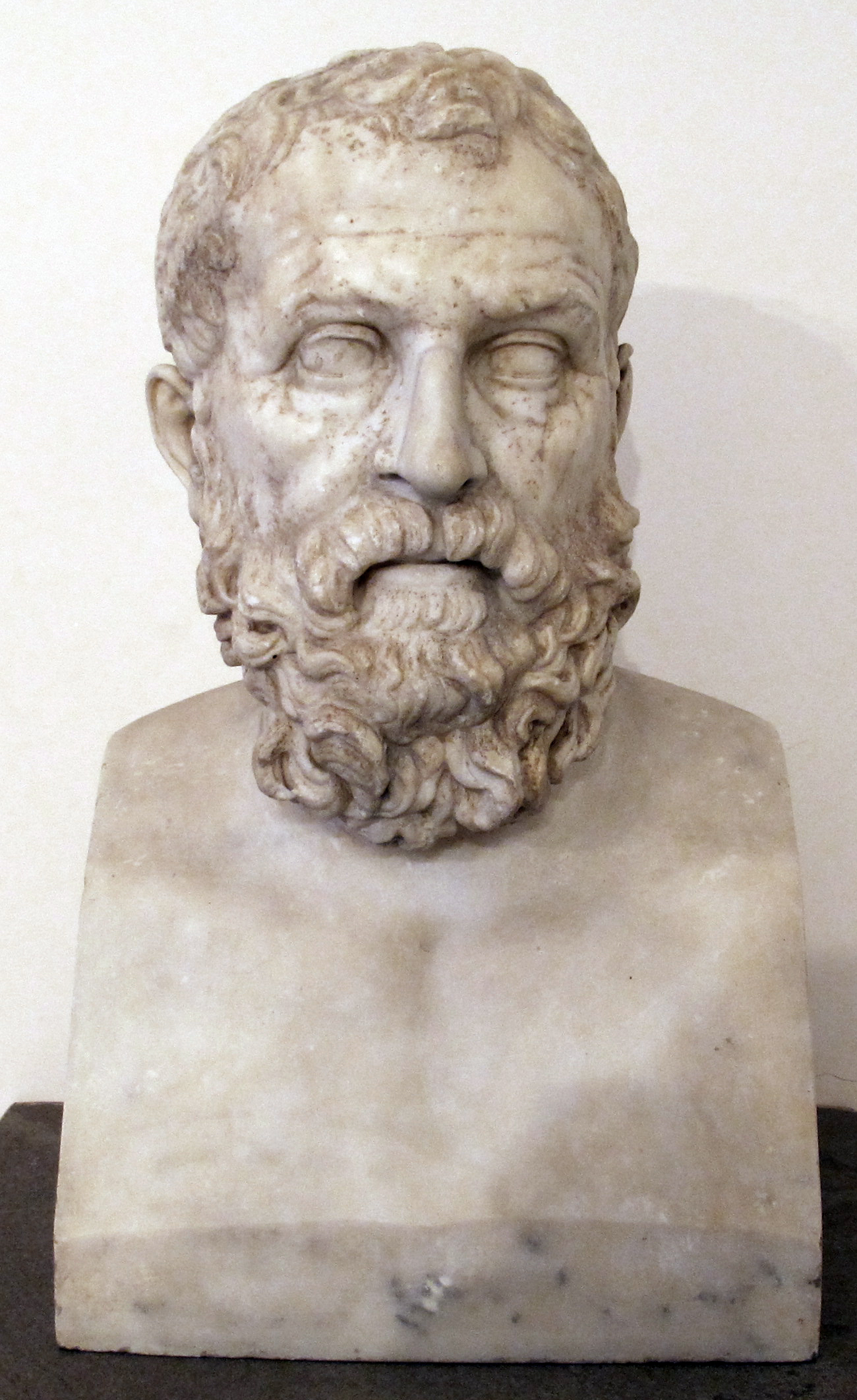
Legiuitorul atenian Solon

O clasa comercială a apărut în secolul al XII-lea î.Hr., o clasă alcătuită din negustori care au introdus moneda în jurul anului 680 î.Hr. Orașele-state erau guvernate de regimuri aristocratice care s-au confruntat cu ambițiile negustorilor bogați care voiau putere politică. Începând cu 650 î.Hr. înainte aristocrații trebuiau să se confrunte cu tiranii populiști. Suprapopularea a dus la epuizarea resurselor și deficit de pământ arabil, creând conflicte între orașele-state sărace și cele bogate. Mulți greci au părăsit orașele natale în căutarea unei vieți mai bune și a unor pământuri arabile disponibile în Asia Mică, Cipru, sudul Italiei, sudul Franței, estul Spaniei și Dobrogea de azi. 
Sparta a purtat războaiele meseniene, cucerind Mesenia vecină și transformând locuitorii ei în iloți, populație de sclavi subjugați de spartani puși să practice agricultura și să muncească pentru Sparta. În acest stat sub conducerea lui Licurg au avut loc niște reforme, prin care fiecare cetățean de sex masculin, indiferent de statut social, era impus să trăiască ca soldat care să-și dedice loialitatea orașului-stat pe viață. Aceste reforme, finalizate până în 650 î.Hr., au asigurat o egalitate care a diminuat orice risc de conflict social.   
Între timp Atena suferea de pe urmă crizei agricole, rezultând războaie și revolte civile. Problemele nu au încetat nici când arhontele (dregător, conducător) Dracon a realizat reforme legislative aspre (draconice) în 621 î.Hr. Ulterior Solon a făcut reforme moderate în 594 î.Hr., îmbunătățind situația săracilor și încercând să mențină un echilibru între aceștia și aristocrații aflați la putere. Atena a intrat într-o perioadă de stabilitate. În secolul al VI î.Hr. orașe-state precum Atena, Sparta, Corint, Teba au devenit dominante, încercând fiecare să-și impună hegemonia asupra întregii Grecii. Sparta se evidenția ca o putere militaristă și autoritaristă, Atena și Corint s-au afirmat ca niște puteri maritime și comerciale datorită meșteșugurilor, navigației și comerțului. 
Creșterea populației grecești în secolele al VIII-lea și al VII-lea î.Hr. a dus la migrații și formarea coloniilor în Magna Graecia (sudul Italiei și Sicilia) și Asia Mică, deschizând rute comerciale ce au dus la creștere economică și în metropole. Colonia grecească din Sicilia, Siracuza, a intrat în conflict cu Cartagina, o colonie feniciană, conflict care a durat din secolul al VI-lea î.Hr. până în secolul al III-lea î.Hr.  
În secolul al VI-lea î.Hr. Atena a căzut sub tirania lui Pisistrate, urmat de fii săi Hipias și Hiparh. În 510 î.Hr. aristocratul atenian Clistene, cu ajutorul regelui spartan Cleomene I, i-a ajutat pe atenieni să doboare tirania. Mai târziu Cleomene l-a instalat pe Isagora ca arhonte pro-spartan. Clistene a lansat o revoluție politică pentru ca Atena să dobândească independența față de Sparta și a propus ca fiecare cetățean, indiferent de statutul său social, să dețină putere politică. Acest act a marcat începutul democrației ateniene, prin care fiecare cetățean atenian de sex masculin era liber să voteze, să țină cuvântul în adunări, să candideze pentru funcții publice etc.

### Grecia Clasică și Epoca de Aur a Atenei

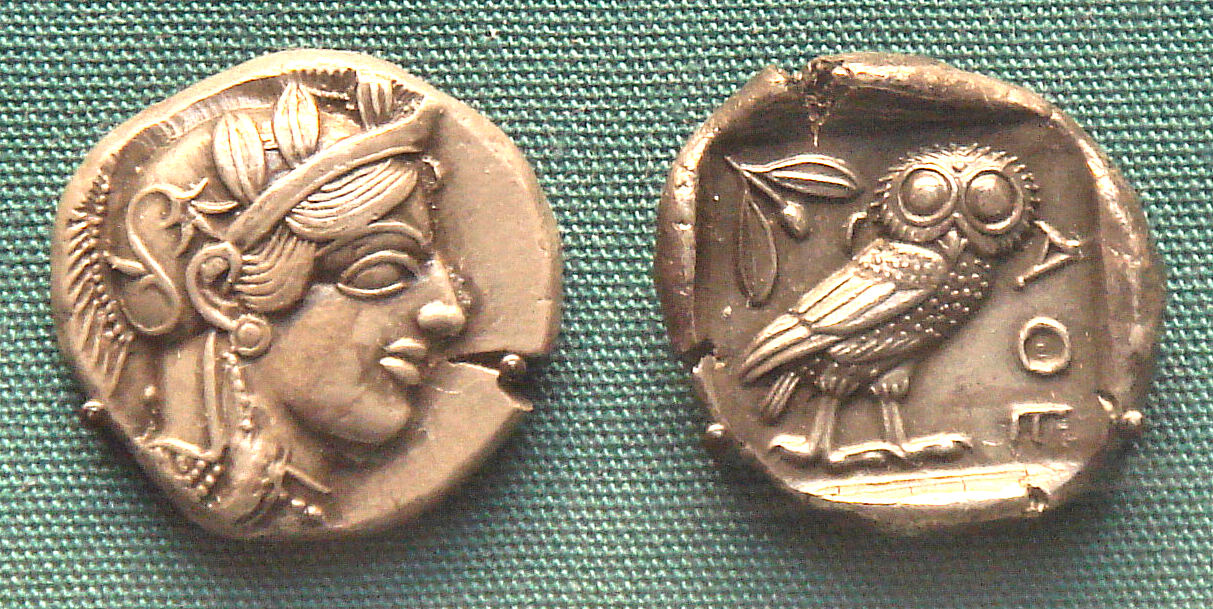
O monedă ateniană timpurie cu capul zeiței Atena pe față și o bufniță pe verso

Primele faze ale Războaielor Greco-Persane

În 499 î.Hr. coloniile ionice din Asia Mică s-au revoltat împotriva cârmuirii persane, iar cu sprijinul  Atenei și Eretriei, trupele acestora au avansat și au dat foc orașului Sardes. Revolta a continuat până în 494 î.Hr. când a fost înăbușită de perși. Regele Darius al perșilor a decis să-i pedepsească pe atenieni și în 490 î.Hr. a adunat armata și flota persană  pentru a invada Grecia. Dar perșii, după ce au debarcat, au fost învinși de armata de hopliți atenieni la Maraton și au făcut cale întoarsă. 

Liga de la Delos în 431 î.Hr. la începutul Războiului Peloponeziac

Noul rege persan și fiul lui Darius, Xerxes I, a adunat o armată și mai mare pentru a invada Grecia. Orașele-state grecești din nord și centru s-au supus forțelor persane fără rezistență, însă o coaliție de 31 de orașe-state, inclusiv Atena și Sparta, s-a opus invadatorilor. În 480 î.Hr. a avut loc bătălia de la Termopile, unde, grație sacrificiului lui Leonida, a gărzii sale de 300 de spartani și altor sute de aliați greci, populația ateniană s-a putut retrage la timp, înainte ca inamicul să ajungă la Atena și să o incendieze. Orașele-state au profitat de acest timp pentru a-și aduna flotele și pentru a învinge flota persană la Salamina. În cele din urmă după bătălia de la Plateea perșii s-au retras din Grecia.  
Mai multe polisuri s-au unit sub Atena și au alcătuit o alianță defensivă, Liga de la Delos, rezultând un veritabil imperiu maritim atenian. Atena, sub conducerea omului de stat și strategului Pericle, și-a sporit puterea navală pentru a intimida alte orașe-state din afară ligii. Arta de asemenea a luat avânt, construindu-se porturi, teatre, temple ca Panteonul de pe Acropole. Sparta și-a creat și ea o liga de orașe-state aliate - Liga Peloponeziacă. În 431 î.Hr., în urmă unor conflicte dintre Atena și orașele-state grecești aliate cu Sparta, a izbucnit Războiul Peloponeziac. Atena a fost devastată de o epidemie de ciumă, ceea ce a dus și la moartea lui Pericle. Cleon a continuat să conducă Atena în luptele cu spartanii și să câștige teren în Beoția, în vreme ce Sparta, comandată de Brasidas, a încercat să-și întărească pozițiile în nord. În 421 î.Hr. Sparta și Atena au semnat pacea negociată de generalul Nicias. 
Pacea nu a durat mult, iar în 418 î.Hr. Atena și Argosul au fost învinși de Sparta la Mantineea. În 415 î.Hr. Atena a lansat o expediție navală în Sicilia, care a eșuat lamentabil, în vreme ce Sparta s-a aliat chiar cu Imperiul Persan. În bătălia de la Aegospotami din 405 î.Hr. generalul spartan Lisandru a învins forțele ateniene și a început blocada portului atenian. Atena, devastată de foamete, a negociat pacea și a agreat să renunțe la flotă și să se alăture ligii peloponeziace. 
Grecia a fost dominată la începutul secolului al IV-lea î.Hr. de hegemonia spartană. Dar n-a durat mult până când Atena, Argos și Teba s-au unit și au pornit războiul corintic în 395-387 î.Hr, încheiat cu restaurarea status quo-ului după ce Sparta a amenințat că va chema persanii să invadeze Grecia. Hegemonia spartană n-a ținut decât 16 ani până Sparta a fost învinsă de Teba în 371 î.Hr. la Leuctra. Tebanii au mărșăluit în Mesenia și au eliberat populația iloților. 
Hegemonia tebanilor a durat la rândul ei foarte puțin, iar după catastrofala lor înfrângere de la Mantineea din 362 î.Hr., niciun alt oraș-stat n-a mai putut să-și impună dominația.
În 338 î.Hr. Macedonia, condusă de Filip al II-lea, a supus triburile ilirice, a cucerit Tesalia și Tracia, iar apoi a supus orașele-state grecești după bătălia de la Heroneea. A început astfel hegemonia macedoneană. Sub comanda lui Alexandru cel Mare, trupele macedonene au invadat și nimicit Imperiul Persan aflat în declin, ocupându-i teritoriile din Orientul Apropiat și Mijlociu.   Alexandru cel Mare a murit în 323 î.Hr. și atunci a început epoca elenistică, precum și îndelungatele războaie dintre diadohi, sau regatele succesoare ale imperiului macedonean dezbinat.

### Grecia elenistică
Ptolemeu I Soter
     Casandru
     Lisimah
     Seleucus I Nicator
     Epir

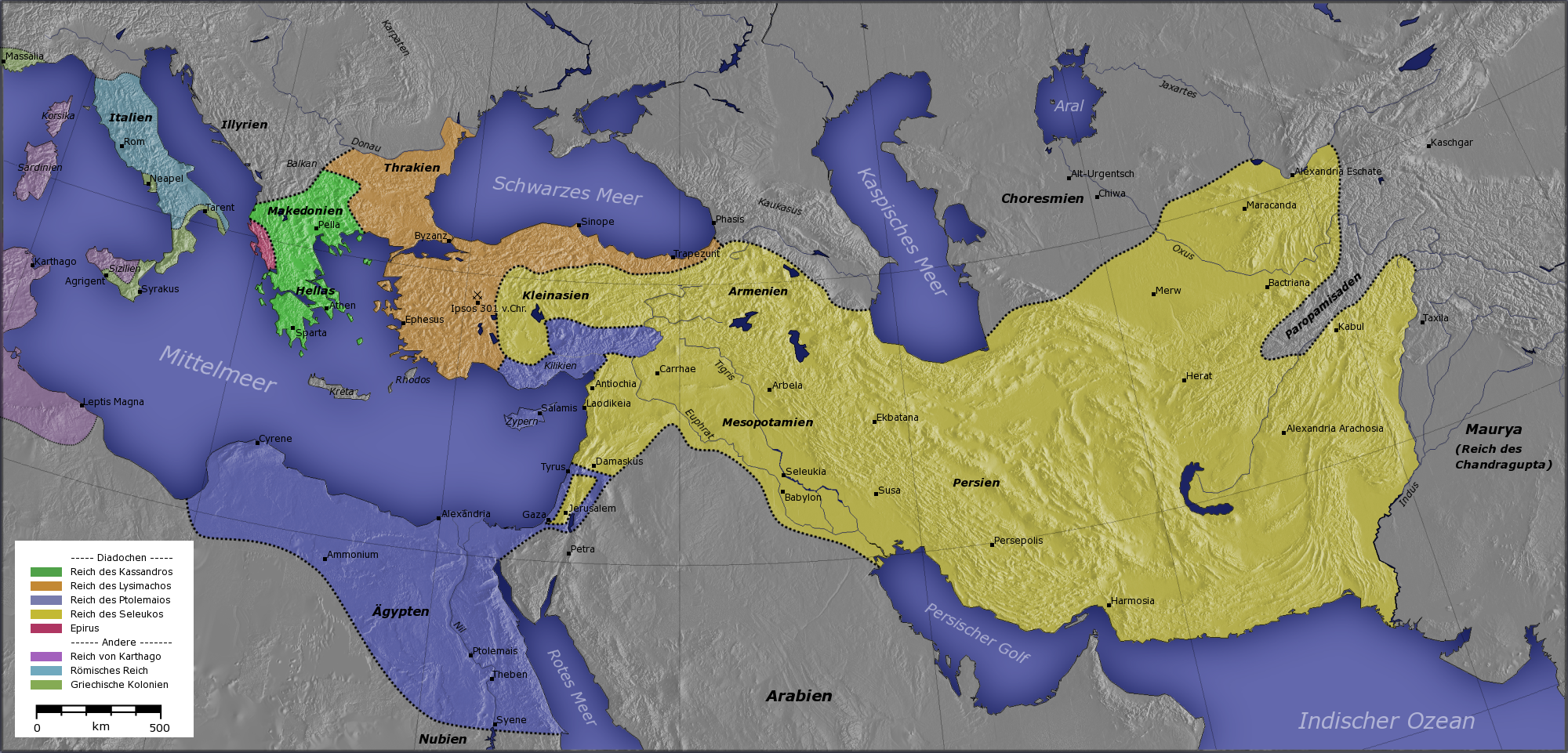
Regatele diadohilor în jurul anului 300 î.Hr.:
Ptolemeu I Soter
Casandru
Lisimah
Seleucus I Nicator
Epir.

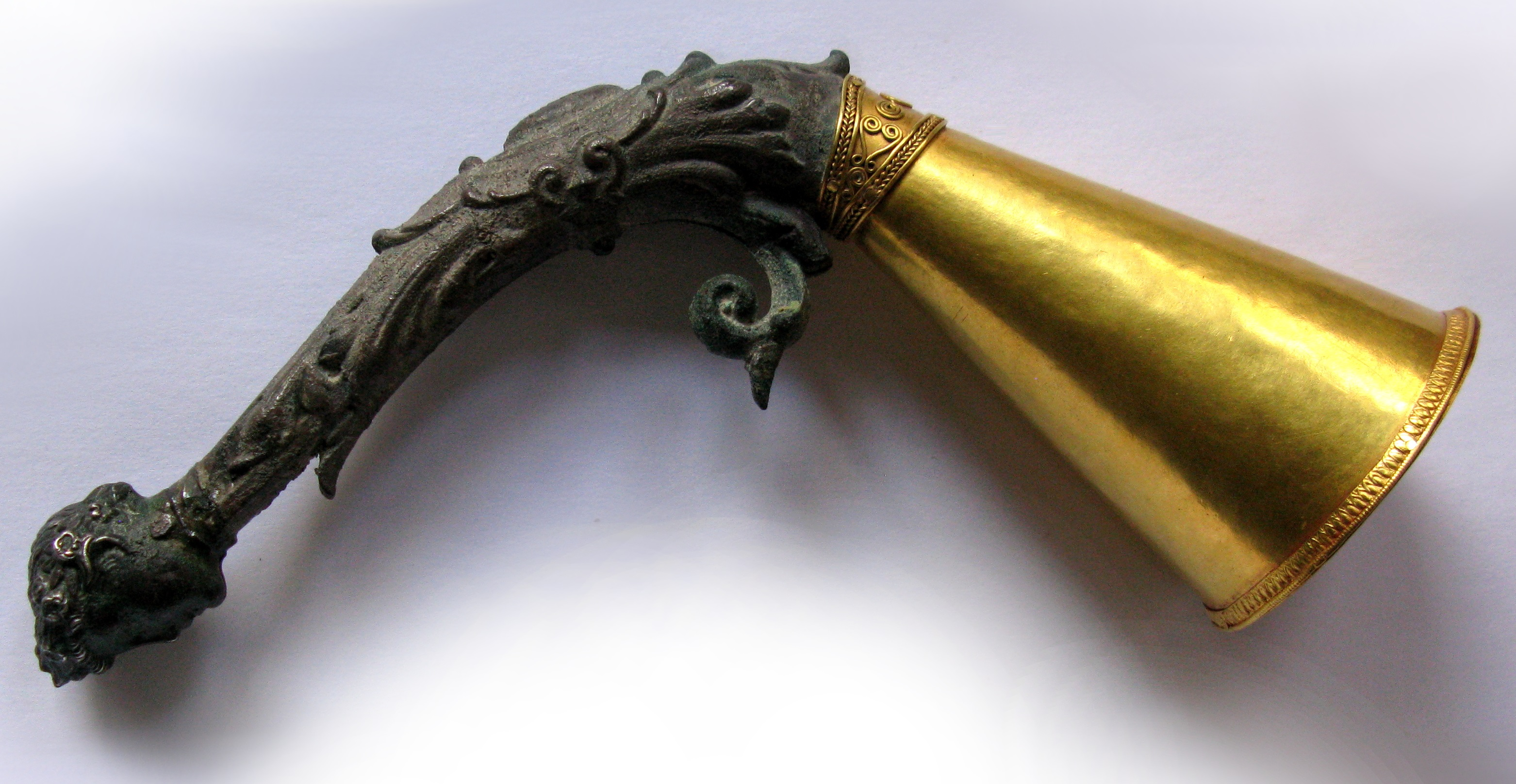
Un riton grec din bronz și aur din secolul al IV-lea î.Hr.

Imperiul Macedonean al lui Alexandru cel Mare s-a împărțit în regatele diadohilor - regatul lui Ptolemeu în Egipt, regatul lui Casandru în Macedonia, regatul lui Lisimah în Tracia, regatul lui Seleucos în Levant, Mesopotamia și Persia și regatul greco-bactrian din Afganistanul de azi. 
În ciuda războaielor și instabilității, cultură grecească a înflorit și s-a răspândit în toată lumea cunoscută. În Egipt a fost fondat orașul Alexandria, unde au fost construite biblioteca și faimosul far, în insula Rodos este construit colosul, în Levant apar orașe grecești ca Antiohia, iar cultura grecească ajunge să influențeze și India. 
Orașele-state din Grecia se împart în două ligi: Liga Aheeană (Teba, Corint, Argos) și Liga Etoliană (Sparta și Atena). Regatul  Antigonid intră în război cu Imperiul Roman, și după războaiele macedonene, Macedonia, cât și orașele-state grecești din ambele ligi sunt ocupate de Imperiul Roman în 146 î.Hr.

### Grecia romană
Peninsula grecească a intrat sub control roman după 146 î.Hr. în urmă bătăliei de la Corint. Macedonia a devenit provincie romană guvernată de prefecți. Unele polisuri grecești au reușit să-și păstreze independența și să evite taxele romane. Atena și alte orașe state-grecești s-au revoltat în 88 î.Hr. din cauza taxelor și controlului roman, dar revoltele au fost zdrobite de generalul roman Sulla. Ulterior Imperiul Roman a fost devastat de o serie de războaie civile, până când Augustus a reorganizat peninsula ca provincia Achaia în 27 î.Hr. Grecia a devenit o provincie importantă pentru Imperiul Roman datorită culturii sale care a inspirat cultura și civilizația romană. Cu toate că limba oficială a imperiului era latina, limba greacă a continuat să fie vorbită în partea estică a imperiului roman, care a devenit Imperiul Roman de Răsărit din 395 d.Hr., cunoscut și ca Imperiul Bizantin cu capitala la Constantinopol, epicentrul culturii grecești si a Bisericii Ortodoxe.

## Politică și societate

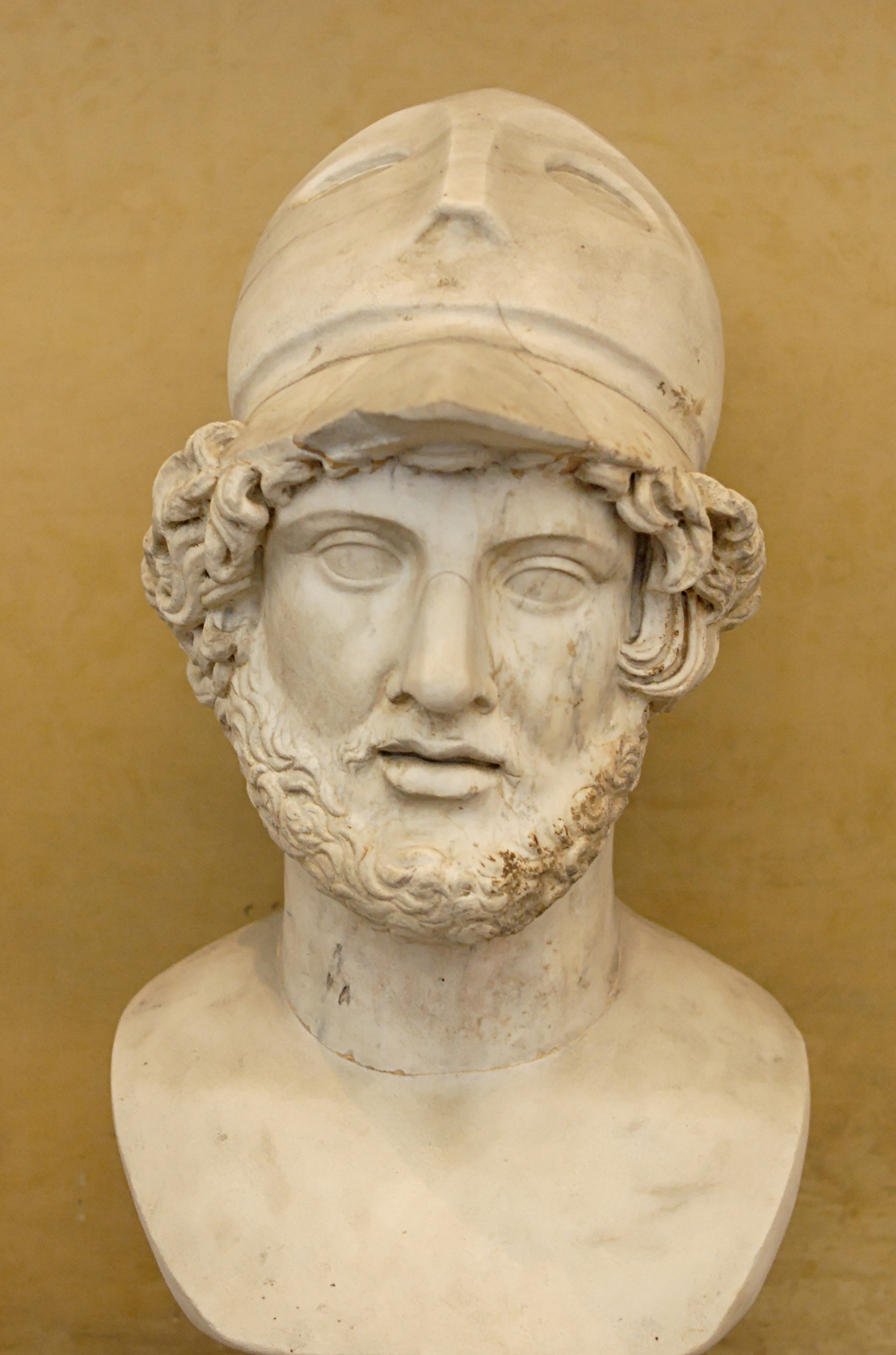
Bustul de marmură al lui Pericle, o personalitate importantă a democrației ateniene

Grecia antică era formată din câteva sute de orașe-state (poleis) relativ independente. Aceasta a fost o situație diferită față de cea din majoritatea celorlalte societăți antice, care erau fie tribale, fie regate ori imperii care cârmuiau teritorii relativ mari. Fără îndoială, geografia Greciei - divizată de dealuri, munți și râuri - a contribuit la natura fragmentată a Greciei antice. Pe de o parte, grecii antici nu aveau nicio îndoială că erau „un singur popor”; aveau aceeași religie, aceeași cultură de bază și aceeași limbă. Mai mult, grecii erau foarte conștienți de originile lor tribale; Herodot a reușit să clasifice pe scară largă orașele-state după trib. Cu toate acestea, deși aceste relații de nivel superior existau, ele par să fi avut rareori un rol major în politica greacă. Independența polisului a fost apărată cu înverșunare; unificarea era ceva rar luat în considerație de către grecii antici. Chiar și atunci când, în timpul celei de-a doua invazii persane a Greciei, un grup de orașe-state s-au aliat pentru a apăra Grecia, marea majoritate a polisurilor au rămas neutre și, după înfrângerea persană, aliații s-au întors repede la lupte interstatale. 
Astfel, particularitățile majore ale vechiului sistem politic grecesc au fost natura sa fragmentată (și acest lucru nu pare să aibă în mod special o origine tribală) și accentul special pe centrele urbane din state de altfel mici. Particularitățile sistemului grecesc sunt evidențiate în continuare de coloniile pe care le-au înființat în toată Marea Mediterană, care, deși ar putea numi o anumită cetate greacă drept „mama” lor (și o vor simpatiza în continuare), erau complet independente de orașul-fondator.
Inevitabil, polisurile mai mici puteau fi dominate de vecini mai mari, dar cucerirea sau stăpânirea directă de către un alt oraș-stat par să fi fost destul de rare. În schimb polisurile s-au grupat în ligi, a căror componență fluctua constant. Mai târziu în perioada clasică, ligile vor deveni mai puține și mai mari, fiind dominate de un oraș (în special Atena, Sparta și Teba); și adesea polisurile erau obligate să se alăture sub amenințarea războiului (sau ca parte a unui tratat de pace). Chiar și după ce Filip al II-lea al Macedoniei a „cucerit” cetățile Greciei antice, el nu a încercat să anexeze teritoriul sau să-l unifice într-o nouă provincie, ci pur și simplu a forțat majoritatea polisurilor să adere la propria sa ligă corintică.

### Guvern și lege

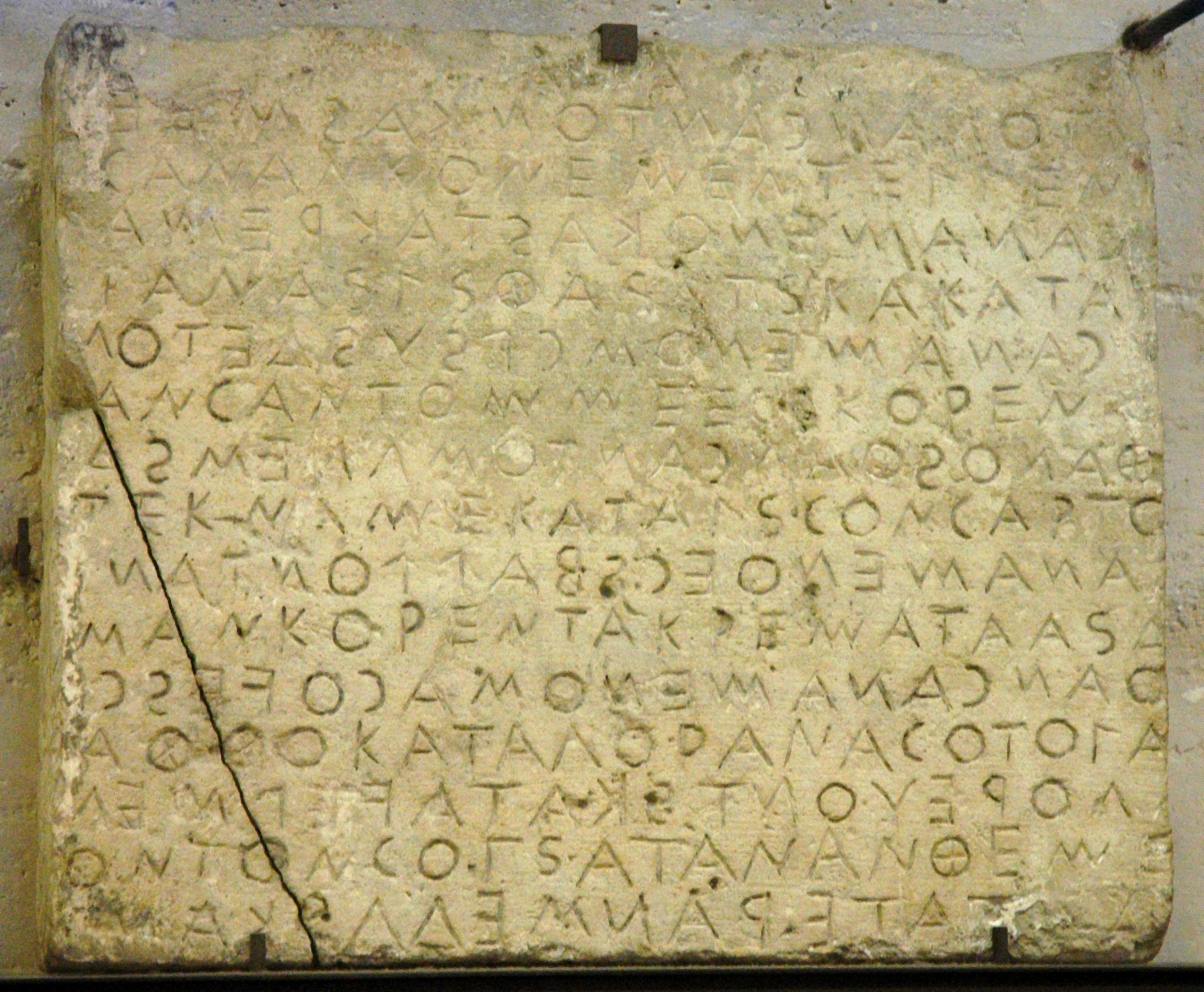
Legea moștenirii, parte a legislației civile din orașul Gortyn pe litoralul de sud al insulei Creta

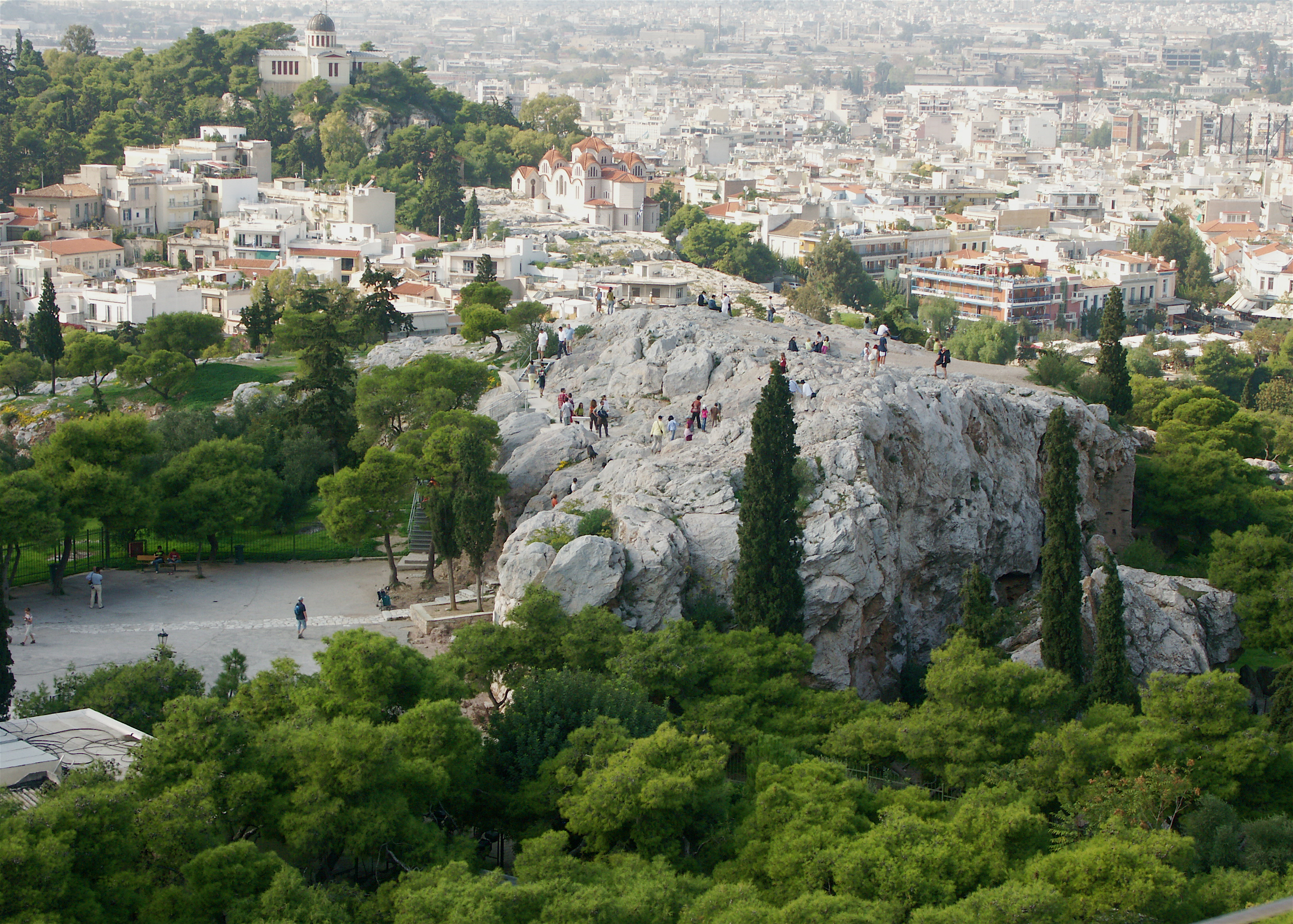
Areopagul, colina lui Ares din Atena, unde erau judecate crimele grave

La început multe orașe-state grecești par să fi fost regate; exista adesea un oficial al orașului care purta unele funcții ceremoniale reziduale ale regelui (basileus), de exemplu, arhontele-basileus din Atena. Cu toate acestea, până în perioada arhaică și apariția unei conștiințe istorice, majoritatea deveniseră deja oligarhii aristocratice. Nu este clar cum a avut loc această schimbare. De exemplu, la Atena, regalitatea fusese spre 1050 î.Hr. redusă la o magistratură ereditară pe viață (arhonte), functia de arhonte spre 753 î.Hr. a devenit decenală, aleasă; și, în sfârșit, din 683 î.Hr. un arhontat ales anual. Prin fiecare etapă, tot mai multă putere era transferată de la o singură persoană către aristocrație în ansamblu.
Inevitabil dominația politică și acumularea concomitentă a bogăției de către grupuri mici de familii a reușit să provoace tulburări sociale în multe polisuri. În multe orașe un tiran (nu în sensul modern al autocrațiilor represive), prelua la un moment dat controlul și guverna după propria voință; adesea o agendă populistă îi ajuta să rămână la putere. Într-un sistem afectat de conflicte de clasă, guvernarea unui „om puternic” a fost adesea cea mai bună soluție.
Atena a căzut sub o tiranie în a doua jumătate a secolului al VI-lea. Când s-a încheiat această tiranie, atenienii au fondat prima democrație din lume ca o soluție radicală pentru a împiedica aristocrația să recâștige puterea. O adunare cetățenească (Ecclesia) pentru discutarea politicii orașului a existat de la reformele lui Dracon din 621 î.Hr.; tuturor cetățenilor li s-a permis să participe după reformele lui Solon (începutul secolului al VI-lea), dar cei mai săraci cetățeni nu se puteau adresa adunării sau candida la funcții. Odată cu stabilirea democrației adunarea a devenit mecanismul de jure al guvernării; toți cetățenii aveau privilegii egale în adunare. Cu toate acestea, necetățenii, cum ar fi metecii (străinii locuind în Atena) sau sclavii, nu aveau deloc drepturi politice.
După ascensiunea democrației în Atena, alte orașe-state au fondat democrații. Cu toate acestea, multe  au păstrat forme de guvernare mai tradiționale. Cum se întâmpla atât de des și în alte chestiuni, Sparta a fost o excepție notabilă față de restul Greciei, fiind condusă pe întreaga perioadă nu de unul, ci de doi monarhi ereditari. Aceasta a fost o formă de diarhie. Regii Spartei aparțineau dinastiilor Agiazilor și Euripontizilor, descendenți ai lui Euristene și, respectiv, ai lui Procles. Se credea că fondatorii ambelor dinastii erau fiii gemeni ai lui Aristodem, un cârmuitor heraclid. Cu toate acestea, puterile acestor regi erau ținute sub control atât de un consiliu de bătrâni (Gerousia), cât și de magistrați numiți în mod special pentru a veghea asupra regilor (Efori).

### Structura socială

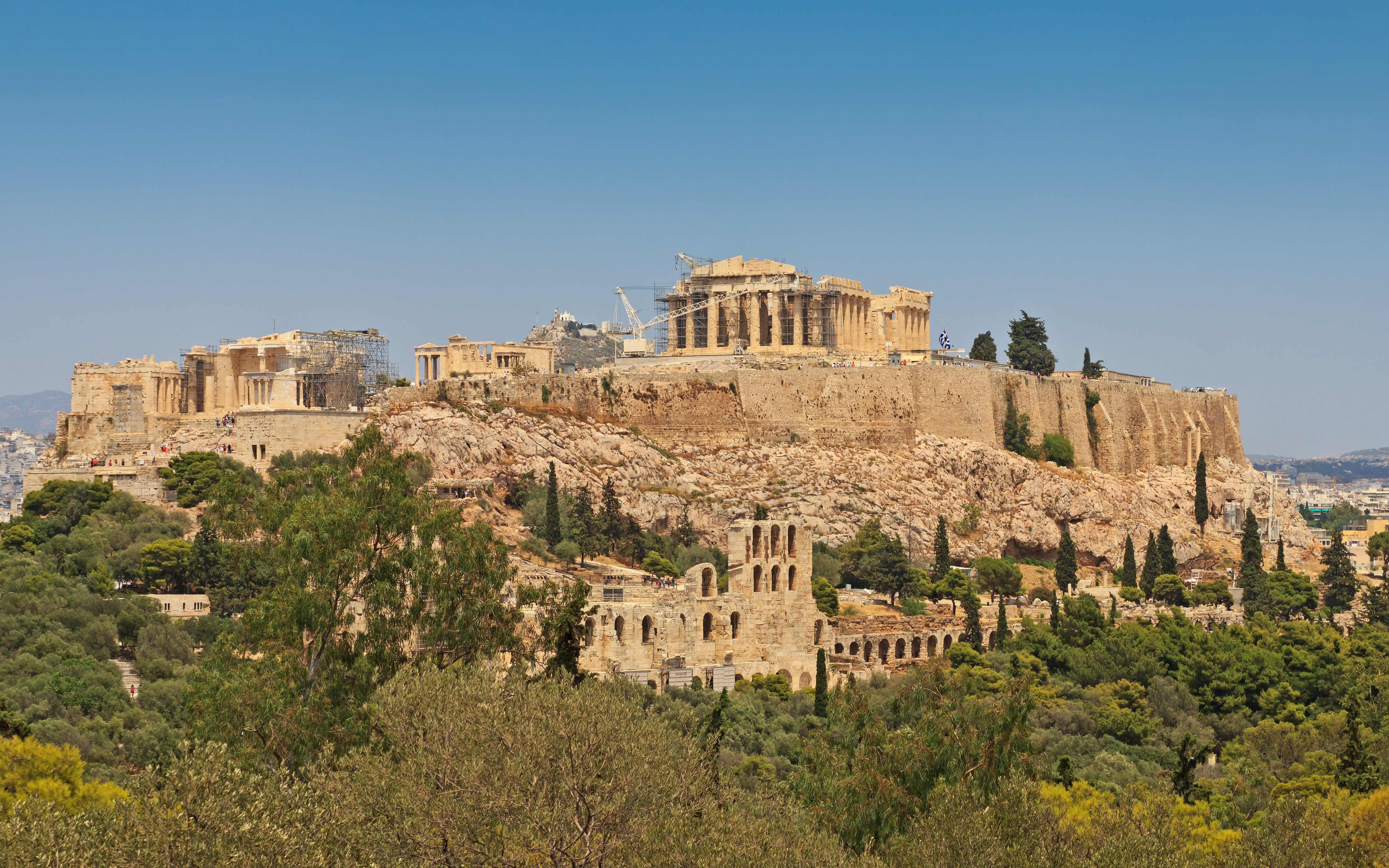
Acropola din Atena

Numai bărbații liberi, proprietari de pământ, băștinași, puteau fi cetățeni cu drept la protecția deplină a legii într-un oraș-stat. În majoritatea lor, spre deosebire de situația din Roma, proeminența socială nu asigura drepturi speciale. Uneori o familie controla o funcție publică religioasă, dar de obicei acest lucru nu oferea nicio putere politică suplimentară. În Atena populația era împărțită în patru clase sociale în funcție de avere. O persoană putea avansa social dacă reușea să adune avere. În Sparta toți cetățenii bărbați erau numiți homoioi, adică „egali”. Cu toate acestea, regii spartani, care serveau ca dubli lideri militari și religioși ai orașului-stat, proveneau doar din două familii.

### Sclavia

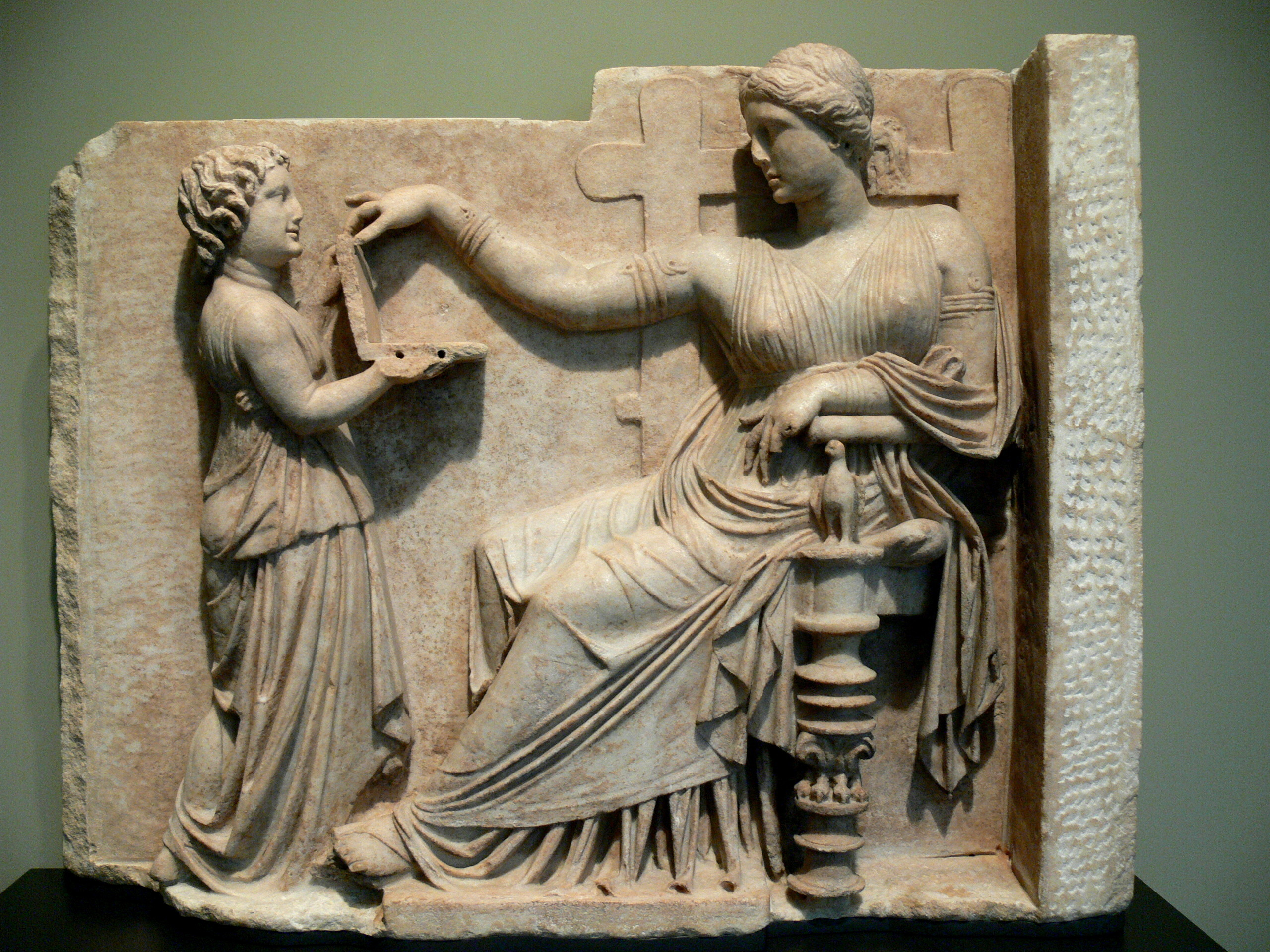
O piatră funerară din jurul anului 100 î.Hr., reprezentând o femeie cu o copilă-sclavă.

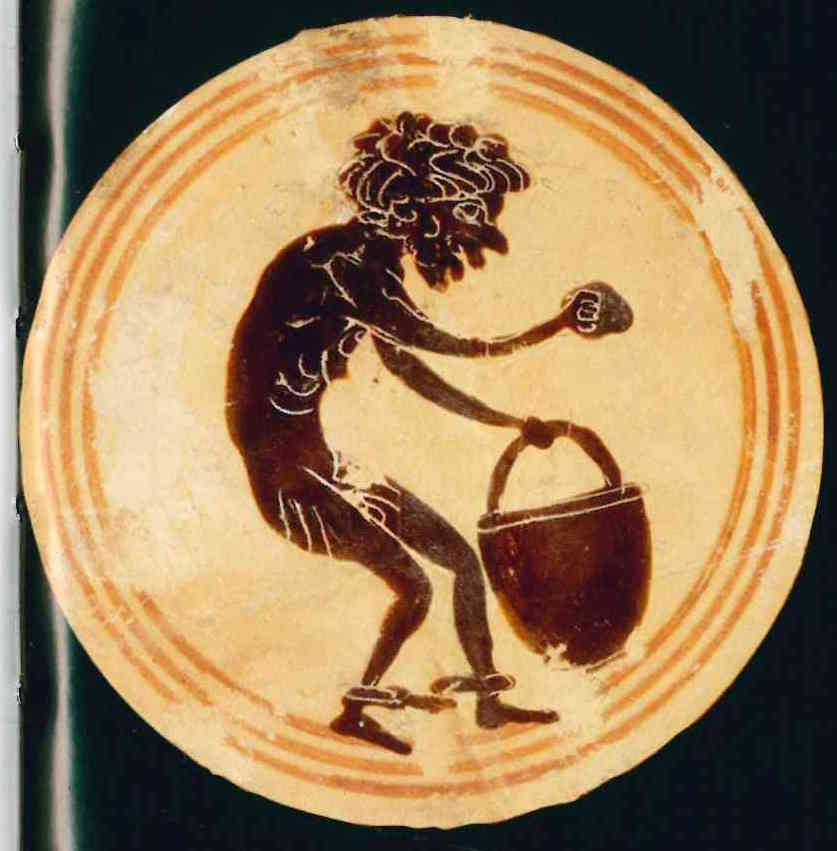
Sclav-miner grec

Sclavii nu aveau putere politică sau statut. Aveau dreptul de a avea o familie și proprietăți proprii, sub rezerva bunăvoinței și permisiunii stăpânului lor, dar nu aveau drepturi politice. Către 600 î.Hr. sclavia s-a răspândit în Grecia pe scară largă. Către secolul al V-lea î.Hr. sclavii reprezentau o treime din populația totală a unor orașe-state. Între patruzeci și optzeci la sută din populația Atenei clasice erau sclavi. Sclavii din afara Spartei aproape niciodată nu s-au revoltat pentru că erau alcătuiți din prea multe naționalități și erau prea împrăștiați pentru a se organiza. Cu toate acestea, spre deosebire de cultura occidentală ulterioară, grecii antici nu gândeau în termeni de rasă. Majoritatea familiilor dețineau sclavi ca servitori și muncitori și chiar și familiile sărace puteau deține câțiva sclavi. Proprietarii nu aveau voie să-și bată sau să-și omoare sclavii. Proprietarii promiteau deseori să-și elibereze sclavi în viitor pentru a-i încuraja să lucreze din greu. Spre deosebire de Roma, liberții nu deveneau cetățeni. În schimb, erau incluși în populația de meteci, care includea oameni din țări străine sau din alte orașe-state cărora li s-a permis oficial să locuiască în oraș.
Orașele-state dețineau în mod legal sclavi. Acești sclavi publici aveau mai multă independență decât sclavii deținuți de familii, trăind de sine stătător și îndeplinind sarcini specializate. În Atena sclavii publici erau instruiți să caute banii contrafăcuți, în timp ce sclavii templului activau ca slujitori ai zeității, iar sclavii scitici erau angajați în Atena ca forță de poliție.
Sparta avea un tip special de sclavi numiți iloți. Iloții erau mesenieni înrobiți în timpul războaielor meseniene de către stat și repartizați familiilor în care erau obligați să rămână. Iloții lucrau pământul și făceau treburile casnice, astfel încât femeile să se poată concentra pe creșterea copiilor puternici, în timp ce bărbații își puteau dedica timpul antrenamentului ca hopliți. Stăpânii lor îi tratau aspru, iar iloții s-au revoltat de mai multe ori împotriva lor.

## Educație

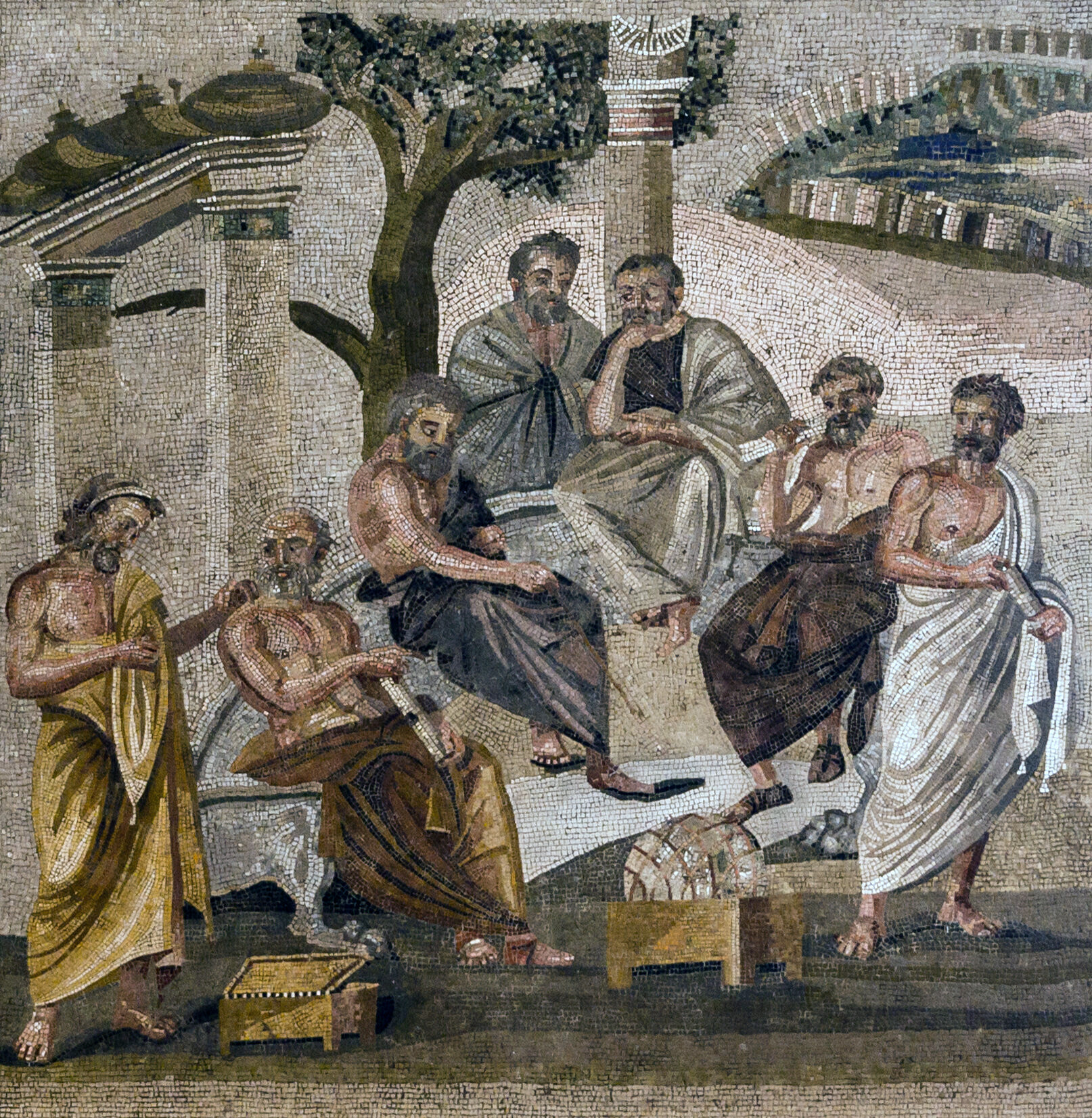
Un mozaic din Pompei înfățișând Academia lui Platon

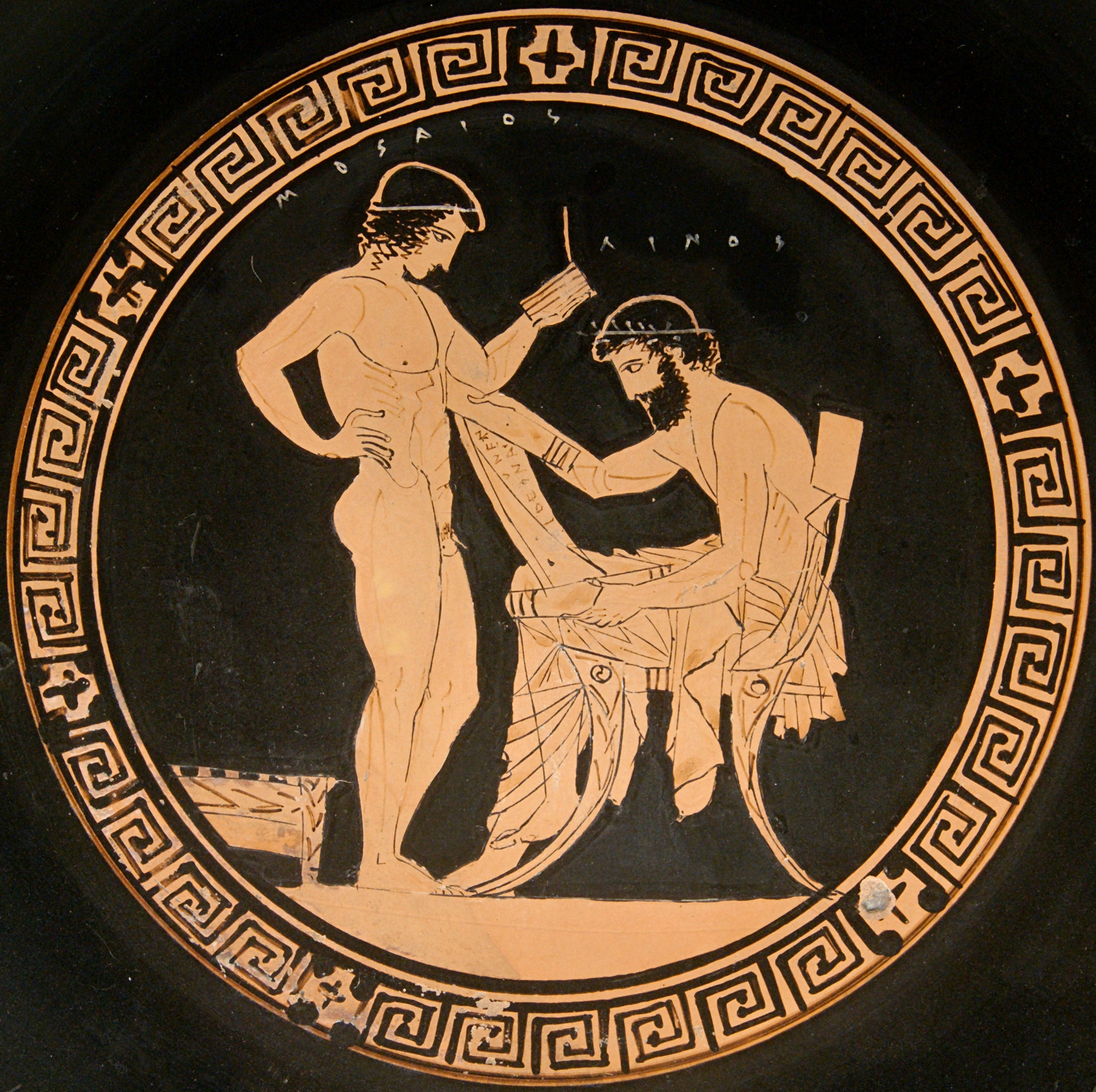
Mentorul ține un papirus, iar elevul o tăbliță

Pentru cea mai mare parte a istoriei grecești educația a fost privată, cu excepția Spartei. În perioada elenistică unele orașe-state au înființat școli publice. Doar familiile înstărite își puteau permite un profesor. Băieții învățau să citească, să scrie și să citeze din literatură. De asemenea învățau să cânte și să cânte la un instrument muzical și erau antrenați pentru serviciul militar. Ei studiau nu pentru un loc de muncă, ci pentru a deveni cetățeni eficienți. Fetele învățau, de asemenea, să citească, să scrie și să efectueze operațiunile aritmetice de bază, astfel încât să poată gestiona gospodăria. Aproape niciodată nu primeau educație după ieșirea din vârsta copilăriei.  
Băieții mergeau la școală la vârsta de șapte ani sau mergeau la cazarmă, dacă era vorba de Sparta. Cele trei tipuri de învățământ erau: gramatiști pentru aritmetică, kithariști pentru muzică și dans și paedotribae pentru sport.
Băieții din familiile înstărite care primeau lecții private erau instruiți de un paidagogos, un sclav casnic selectat pentru această sarcină care îl însoțea pe băiat în timpul zilei. Lecțiile se țineau la profesori acasă și includeau cititul, scrisul, matematica, cântatul și cântarea la liră și flaut. Când băiatul împlinea 12 ani în program erau incluse sporturi cum ar fi lupta, alergarea și aruncarea discului și a suliței. În Atena unii tineri mai mari mergeau la academie să studieze discipline mai fine, cum ar fi cultura, științele, muzica și artele. Studiile se încheiau la vârsta de 18 ani, fiind urmate de pregătirea militară în armată, de obicei, pentru unul sau doi ani.  
Doar un număr mic de băieți își continuau educația după copilărie, ca în agoge spartan. O parte esențială a educației unui adolescent bogat era îndrumarea unei persoane mai mature, care, uneori, putea să includă pederastie. Adolescentul învăța urmărind cum mentorul său vorbea despre politică în agora, ajutându-l să-și îndeplinească obligațiile publice, exersând cu el în sala de gimnastică și participând la simpozioane cu el. Cei mai bogați elevi își continuau educația studiind cu profesori celebri. Unele dintre cele mai mari astfel de școli din Atena au inclus Liceul (așa-numita Școală Peripatetică fondată de Aristotel din Stagira) și Academia Platonică (fondată de Platon din Atena). Sistemul de învățământ al grecilor bogați din vechime se mai numea și paideia.

## Economie

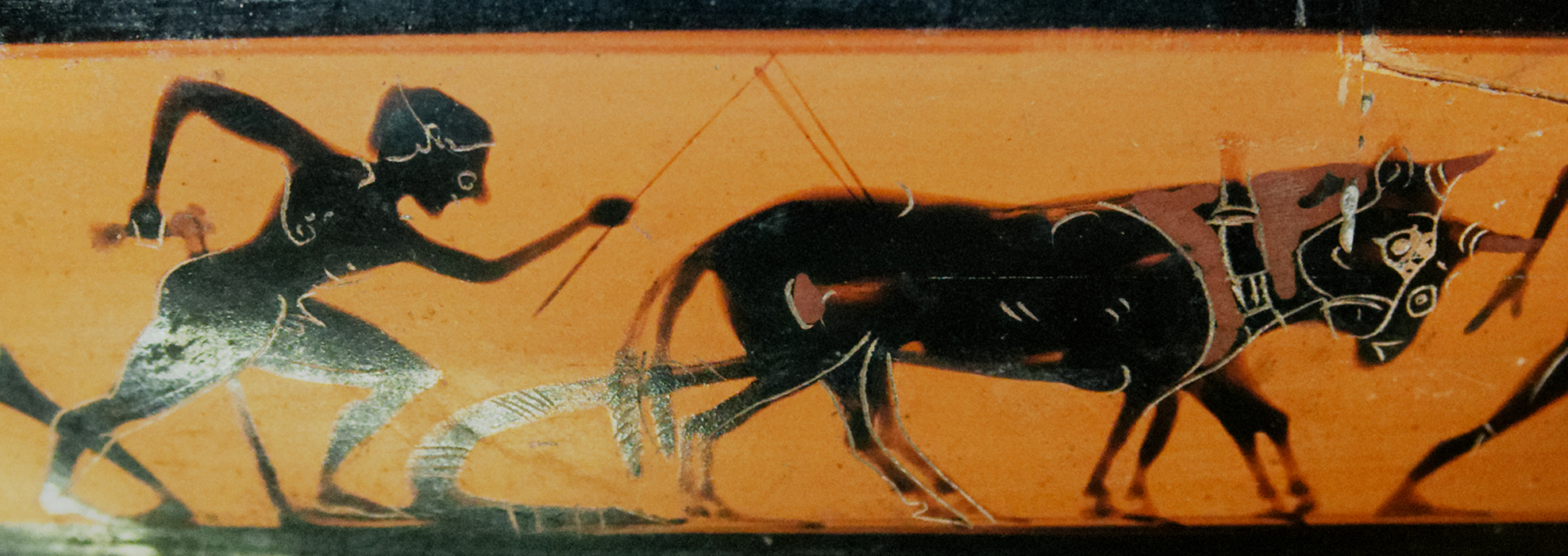
Plugar. Ceramică din Atica (c. 530 î.Hr.) Luvru.

La apogeul său economic în secolele al V-lea și al IV-lea î.Hr. cetățenii liberi ai Greciei clasice reprezentau poate cea mai prosperă societate din lumea antică, unii istorici ai economiei considerând Grecia una dintre cele mai avansate economii preindustriale. Luând ca măsură grâul, salariile au atins aproximativ 7-12 kg zilnic pentru un muncitor necalificat în Atena urbană, de 2-3 ori mai mult decât 3,75 kg a unui muncitor rural necalificat din Egiptul roman, deși și veniturile lucrătorilor agricoli greci erau în medie mai mici decât cele ale lucrătorilor urbani.
Condiția sclavilor varia foarte mult; această instituție a servit pentru a susține veniturile cetățenimii libere: o estimare a dezvoltării economice bazate pe aceasta din urmă (sau derivată doar din veniturile urbane) este, prin urmare, probabil să exagereze adevăratul nivel general, în ciuda dovezilor răspândite privind nivelul înalt al veniturilor.

## Război

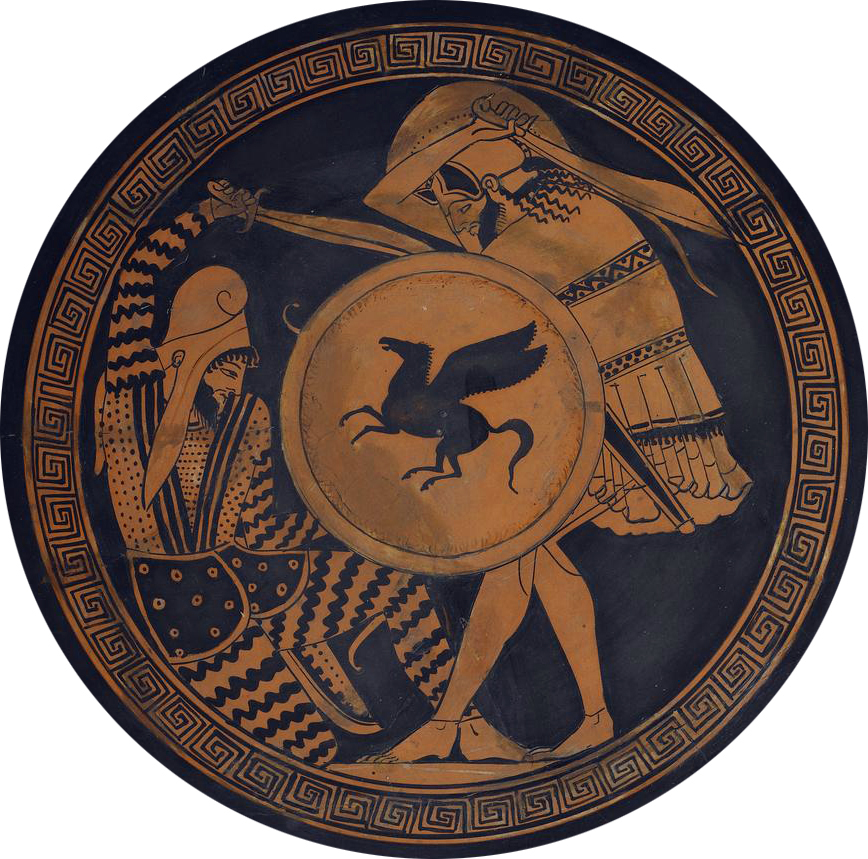
Un hoplit grec și un oștean persan înfățișați luptând pe o cupă din secolul al V-lea î.Hr.

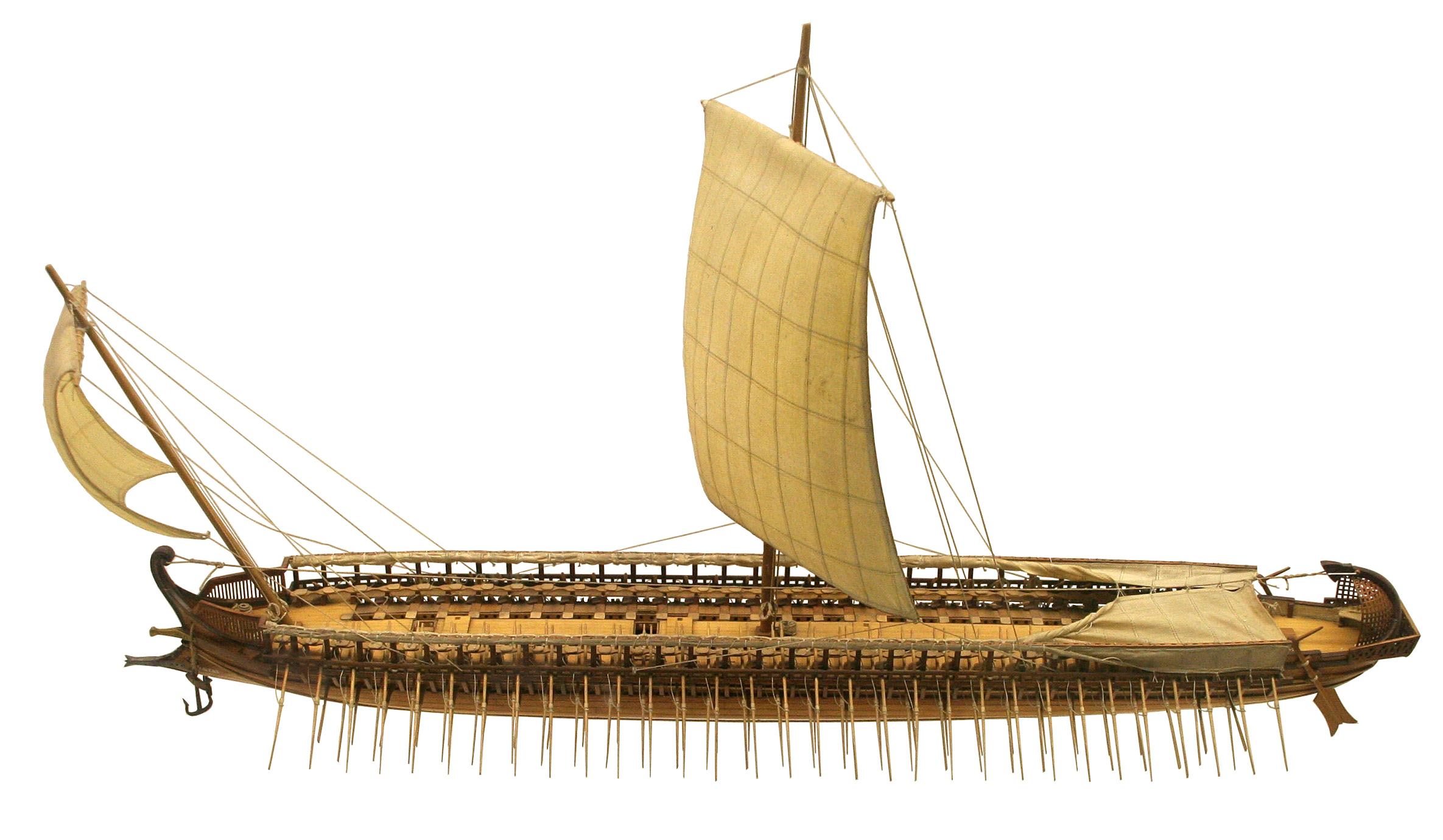
Model de lemn al unei trireme grecești

Cel puțin în perioada arhaică natura fragmentată a Greciei antice, cu multe orașe-state concurente, a sporit frecvența conflictelor, dar pe de altă parte a limitat amploarea războaielor. Nefiind în stare să întrețină armate profesioniste, orașele-state s-au bazat pe proprii lor cetățeni în calitate de soldați. Acest lucru a redus inevitabil durata potențială a campaniilor, deoarece cetățenii trebuiau să se întoarcă la profesiile lor (în special în cazul, de exemplu, al țăranilor). Prin urmare, campaniile de cele mai multe ori erau purtate doar vara. Când aveau loc bătăliile, acestea erau, de obicei, standard și tindeau să fie decisive. Erau puțini morți și răniți în comparație cu bătăliile de mai târziu, rareori reprezentând mai mult de 5% din partea învinsă, dar printre cei uciși se găseau adesea cei mai proeminenți cetățeni și generalii care luptau în primele rânduri.
Amploarea și întinderea teritorială a războaielor din Grecia antică s-au schimbat dramatic ca urmare a războaielor greco-persane. A lupta cu armatele enorme ale Imperiului Ahemenid era efectiv peste capacitățile unui singur oraș-stat. Triumful final al grecilor a fost realizat prin alianțe dintre orașele-state (compoziția exactă schimbându-se în timp), permițând concentrarea resurselor și divizarea muncii. Deși alianțele dintre orașe-state s-au produs și înainte de aceasta, nu se mai văzuse înainte nimic de o asemenea amploare. Ascensiunea Atenei și a Spartei ca puteri preeminente în timpul acestui conflict a dus direct la Războiul Peloponeziac, care a fost martorul dezvoltării în continuare a strategiei și a tacticii. Lupta dintre ligile de orașe dominate de Atena și Sparta, forța de muncă și resursele financiare crescute au sporit amploarea și au permis diversificarea războiului. Bătăliile standard în timpul războiului peloponeziac s-au dovedit indecisive și, în schimb, s-au răspândit strategiile de extenuare a adversarului, bătăliile navale, precum și blocadele și asediile. Aceste schimbări au sporit foarte mult numărul victimelor și turbulența societății grecești. Atena deținea una dintre cele mai mari flote de război din Grecia antică. Avea peste 200 de trireme, fiecare fiind propulsată de 170 de vâslași care erau așezați în 3 rânduri de fiecare parte a navei. Orașul își putea permite o flotă atât de mare - avea peste 34.000 de vâslași - pentru că deținea o mulțime de mine de argint unde lucrau sclavii.
Potrivit lui Josiah Ober, probabilitatea ca un oraș-stat grecesc să fie distrus în cursul perioadei arhaice și clasice era unu din trei.

## Cultură

### Filozofie

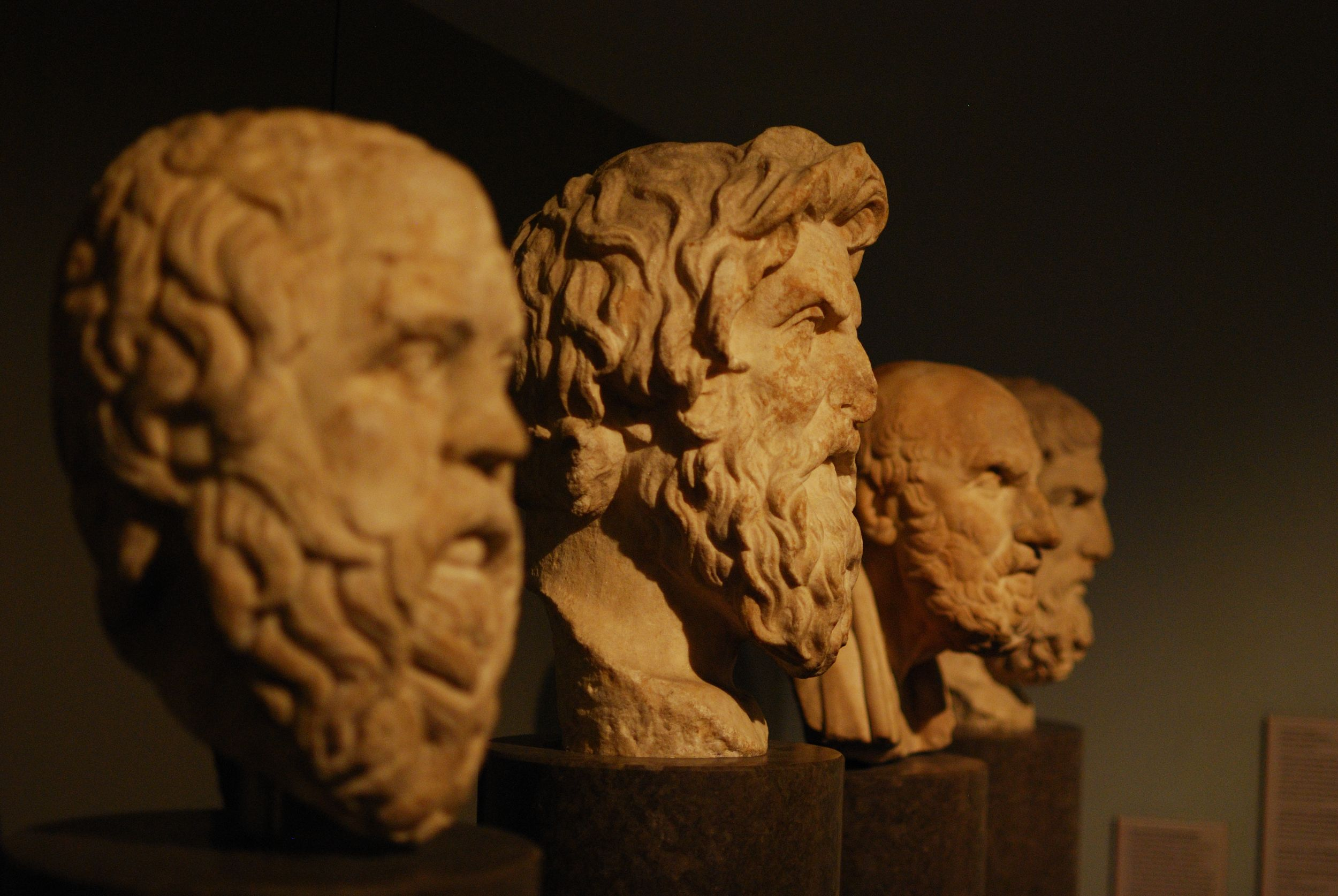
Busturile a patru filozofi antici greci, de la stânga la dreapta: Socrate, Antistene, Chrysippus și Epicur

Filozofia greacă veche se concentra pe rolul rațiunii și al cercetării. În multe privințe a avut o influență importantă asupra filozofiei moderne, precum și asupra științei moderne. Linii neîntrerupte de influență duc de la filozofii antici greci și elenistici la filozofii musulmani medievali și oamenii de știință islamici, la Renașterea și Iluminismul european, la științele seculare din zilele noastre.
Nici rațiunea, nici cercetarea nu au început cu grecii antici. Definirea diferenței dintre căutarea cunoașterii de greci și căutările civilizațiilor mai vechi, cum ar fi vechii egipteni și babilonieni, a fost mult timp un subiect de studiu al teoreticienilor civilizației.
Unii dintre cei mai cunoscuți filozofi ai Greciei antice erau Socrate, Platon și Aristotel. Ei au contribuit la lărgirea cunoștințelor despre societatea greacă prin scrieri precum Republica lui Platon.

### Literatură și teatru

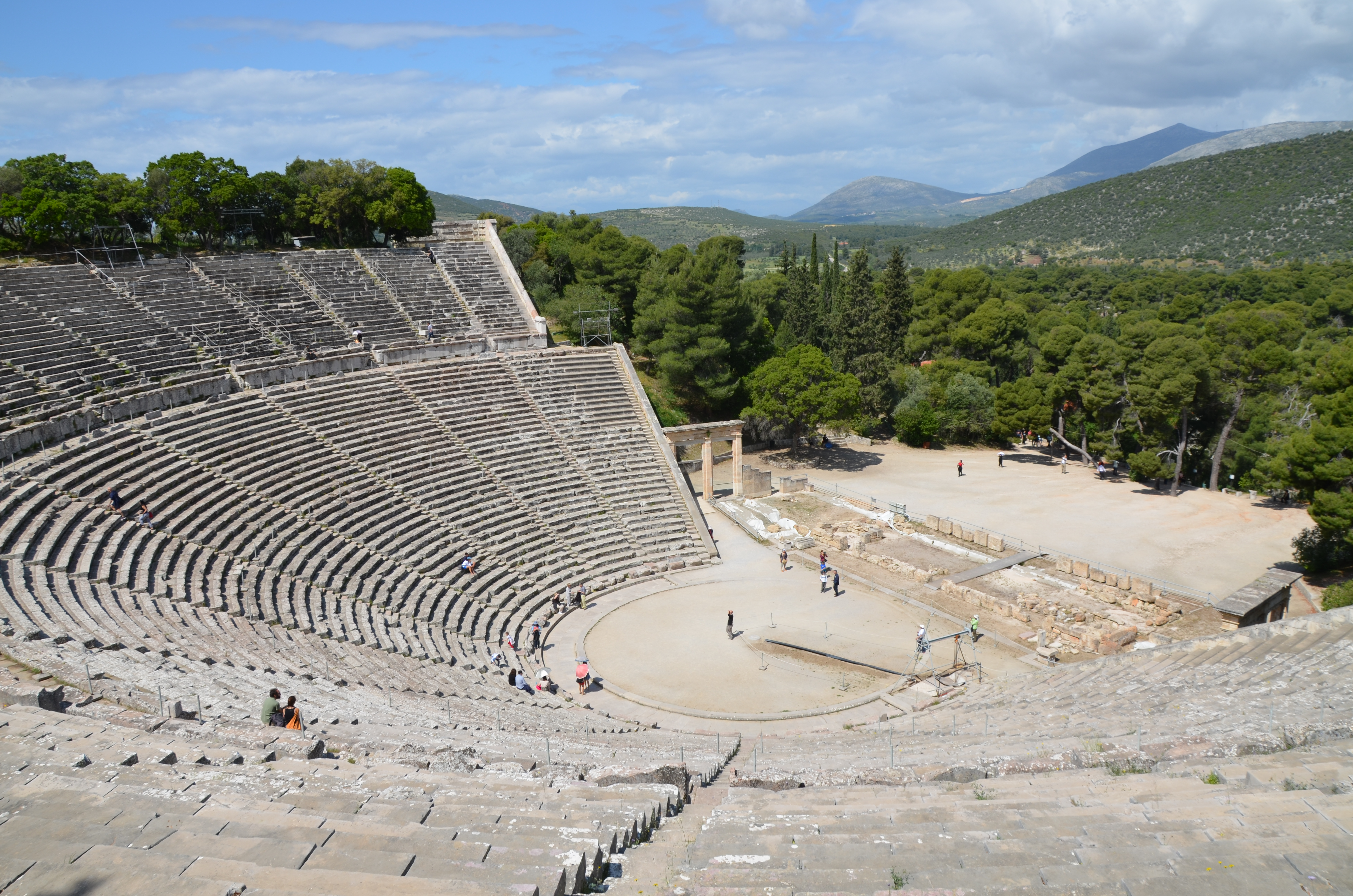
Teatrul din Epidaur, secolul al IV-lea î.Hr.

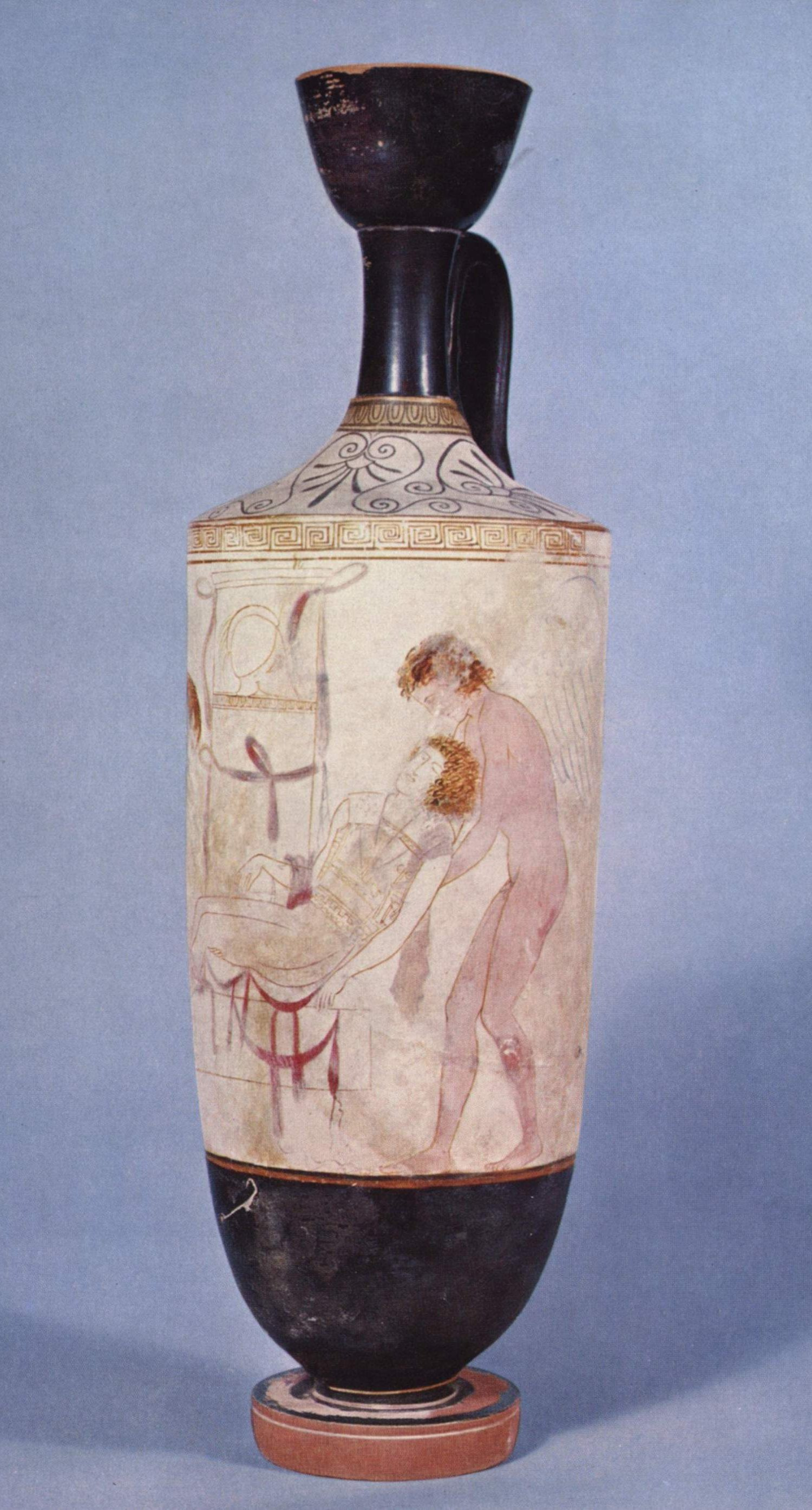
Hypnos și Thanatos duc corpul lui Sarpedon de pe câmpul de luptă de la Troia. Vas atic, c. 440 î.Hr.

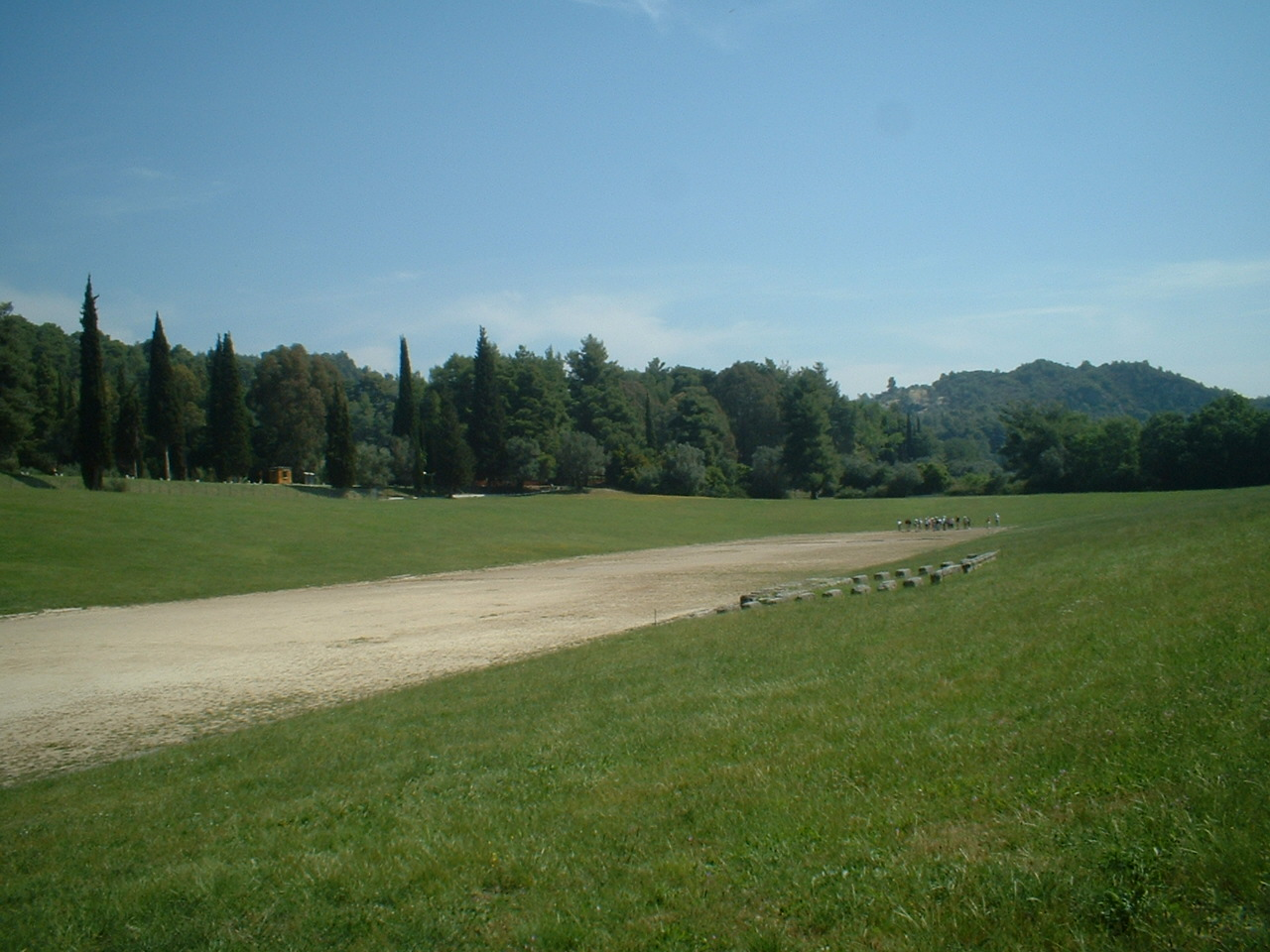
Stadionul din Olimpia, unde se desfășurau Jocurile Olimpice din Antichitate

Cea mai veche literatură greacă era poezia, care era compusă mai degrabă pentru recitare decât pentru a fi citită. Cel mai vechi poet grec cunoscut este Homer, deși făcea cu siguranță parte dintr-o tradiție deja existentă a poeziei orale. Poezia lui Homer, deși a fost scrisă în aceeași epocă în care grecii au inventatat scrierea, a fost compusă oral; primul poet care și-a compus cu siguranță opera în scris a fost Arhiloh, un poet liric de la mijlocul secolului al VII-lea î.Hr. Tragedia s-a dezvoltat pe la sfârșitul perioadei arhaice, luând elemente din genurile preexistente ale poeziei arhaice târzii. Spre începutul perioadei clasice comedia a început să se dezvolte - cea mai timpurie dată asociată cu genul este 486 î.Hr., când o competiție de comedie a devenit un eveniment oficial la festivalul Dionisia din Atena, deși prima comedie păstrată este Acarnienii lui Aristofan, scrisă în 425. 
La fel ca poezia, proza greacă își are originile în perioada arhaică, iar primii scriitori de filozofie, istorie și literatură greacă datează toți din secolul al VI-lea î.Hr. Proza a apărut mai întâi ca stil de scriere adoptat de filozofii presocratici Anaximandru și Anaximene - deși Thales din Milet, considerat primul filozof grec, aparent nu a scris nimic. Proza ca gen a ajuns la maturitate în epoca clasică, iar principalele genuri de proză greacă - filozofia, istoria, retorica și dialogul - s-au dezvoltat în această perioadă.  
În perioada elenistică centrul literar al lumii grecești s-a mutat de la Atena, unde fusese în perioada clasică, la Alexandria. În același timp alți regi elenistici, cum ar fi antigonizii și atalizii, erau patroni ai științei și literaturii, transformând Pella și, respectiv, Pergamul în centre culturale. Datorită acestui patronaj cultural al regilor elenistici, și în special datorită Muzeului din Alexandria, a supraviețuit atât de multă literatură greacă antică. Biblioteca din Alexandria, care făcea parte din Muzeu, avea scopul neprevăzut inițial de a aduna copii ale tuturor autorilor cunoscuți de limbă greacă. Aproape toată literatura elenistică non-tehnică supraviețuitoare este poezie, și poezia elenistică a avut tendința de a fi extrem de intelectuală, amestecând diferite genuri și tradiții și evitând narațiunile liniare. Perioada elenistică a văzut, de asemenea, o schimbare a modului în care literatura a fost consumată - în timp ce în perioadele arhaică și clasică literatura a fost de obicei ascultată în cadrul declamărilor publice, în perioada elenistică a fost citită mai frecvent în privat. În același timp poeții elenistici au început să scrie mai degrabă pentru consum privat, decât pentru cel public.  
Odată cu victoria lui Octavian la Actium în 31 î.Hr., Roma a început să devină un centru major al literaturii grecești, deoarece autori greci importanți precum Strabo și Dionisios din Halicarnas s-au mutat acolo. Epoca cu cele mai multe inovații din literatura greacă a perioadei romane a fost „lungul secol al doilea” de la aproximativ 80 d.Hr. până la aproximativ 230 d.Hr.  Aceste inovații au fost  în special marcante în proză, odată cu dezvoltarea romanului și o revigorare a oratoriei, ambele datând din această perioadă.

### Muzică și dans
Muzica a fost prezentă aproape universal în societatea greacă, de la căsătorii și înmormântări până la ceremonii religioase, teatru, muzică populară și declamări ale poeziei epice. Există fragmente semnificative ale notației muzicale grecești efective, precum și multe referințe literare la muzica greacă antică. Arta greacă înfățișează instrumente muzicale și dansatori. Cuvântul muzică derivă de la numele muzelor, fiicele lui Zeus care erau zeițele protectoare ale artelor.

## Știință și tehnologie

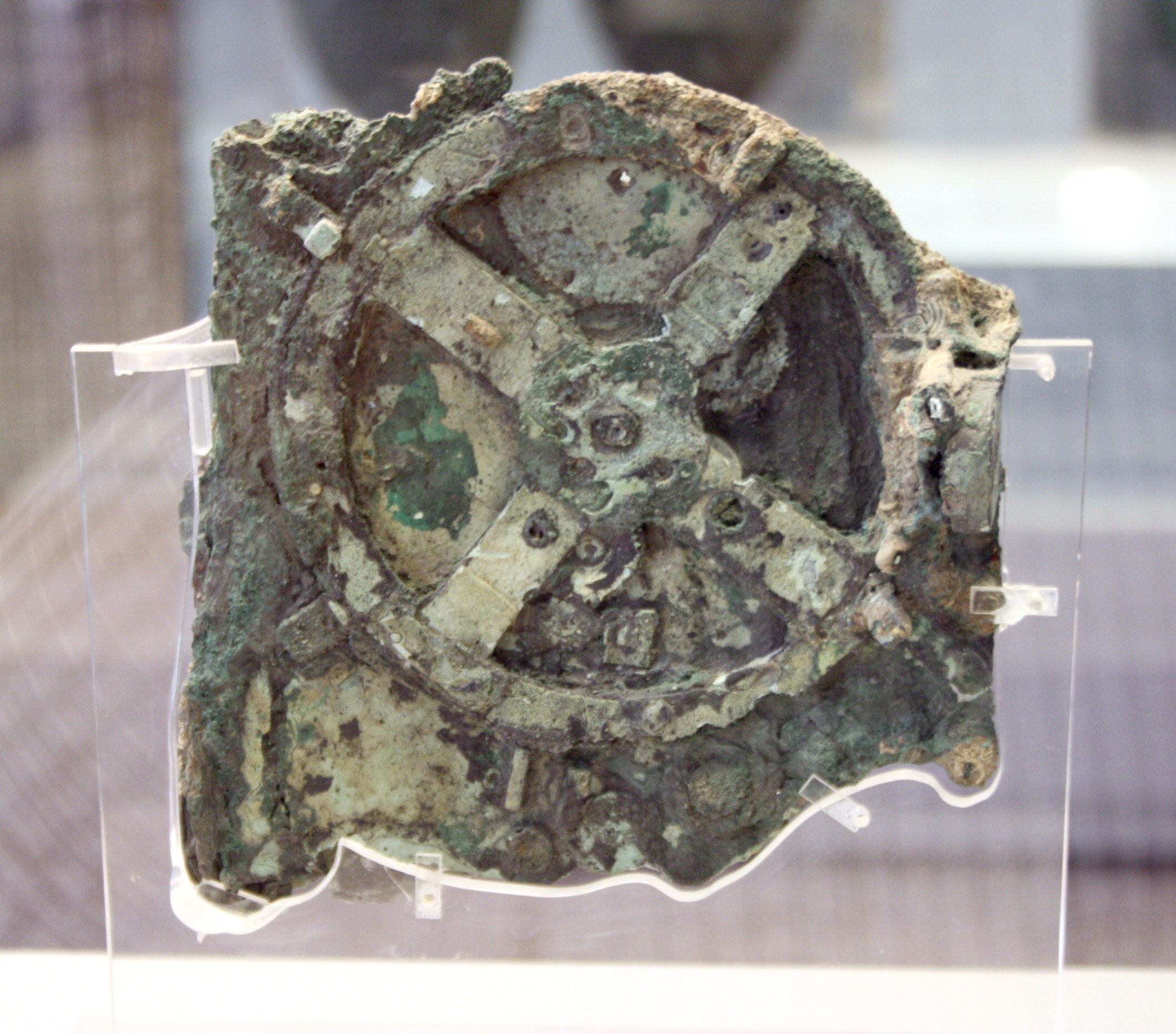
Mecanismul de la Antikythera a fost un computer analog din perioada 150-100 î.Hr conceput pentru a calcula pozițiile obiectelor astronomice.

Șurubul lui Arhimede, un mecanism de ridicare a apei

Matematicienii greci au contribuit la numeroase evoluții importante în domeniul matematicii, inclusiv regulile de bază ale geometriei, ideea dovezilor matematice formale și descoperirile în teoria numerelor, analiza matematică, matematica aplicată și s-au apropiat de inventarea calculului integral. Descoperirile mai multor matematicieni greci, inclusiv Pitagora, Euclid și Arhimede, sunt folosite și astăzi în predarea matematicii. 
Grecii au dezvoltat astronomia, pe care au tratat-o ca pe o ramură a matematicii, la un nivel extrem de sofisticat. Primele modele geometrice tridimensionale pentru a explica mișcarea aparentă a planetelor au fost dezvoltate în secolul al IV-lea î.Hr. de Eudoxos din Cnidus și Callippos din Cizic. Tânărul lor contemporan Heraclides Ponticos a presupus că Pământul se rotește în jurul axei sale. În secolul al III-lea î.Hr. Aristarh din Samos a fost primul care a sugerat un sistem heliocentric. Arhimede în tratatul său Calculul Firelor de Nisip reînvie ipoteza lui Aristarh că „stelele fixe și Soarele rămân nemișcate, în timp ce Pământul se învârte în jurul Soarelui pe circumferința unui cerc”. De altfel, doar descrierile fragmentare ale ideii lui Aristarh supraviețuiesc. Eratostene, folosind unghiurile umbrelor în regiuni foarte îndepărtate, a estimat circumferința Pământului cu o mare acuratețe. În secolul al II-lea î.Hr. Hiparh din Niceea a adus o serie de contribuții, inclusiv prima măsurare a precesiei și compilarea primului catalog de stele în care a propus sistemul modern de magnitudini aparente. 
Mecanismul de la Antikythera, un dispozitiv pentru calcularea mișcărilor planetelor, datează din aproximativ 80 î.Hr. și a fost primul strămoș al computerului astronomic. A fost descoperit pe locul unui naufragiu antic lângă insula greacă Antikythera, între Kythera și Creta. Dispozitivul a devenit faimos pentru utilizarea unui angrenaj diferențial, despre care se credea anterior că a fost inventat în secolul al XVI-lea, și miniaturizarea și complexitatea părților sale, comparabile cu ale unui ceas din secolul al XVIII-lea. Mecanismul original, însoțit de o replică, este afișat în colecția de bronzuri a Muzeului Național Arheologic din Atena. 
Grecii antici au făcut, de asemenea, descoperiri importante în domeniul medical. Hipocrate a fost un medic al perioadei clasice și este considerat una dintre cele mai remarcabile figuri din istoria medicinei. El este denumit „părintele medicinei”, ca recunoaștere a contribuțiilor sale de durată în domeniu, în calitate de fondator al școlii hipocratice de medicină. Această școală intelectuală a revoluționat medicina în Grecia antică, stabilind-o ca o disciplină distinctă de alte domenii cu care fusese asociată în mod tradițional (în special teurgie și filozofie), făcând astfel medicina o profesie.

## Artă și arhitectură

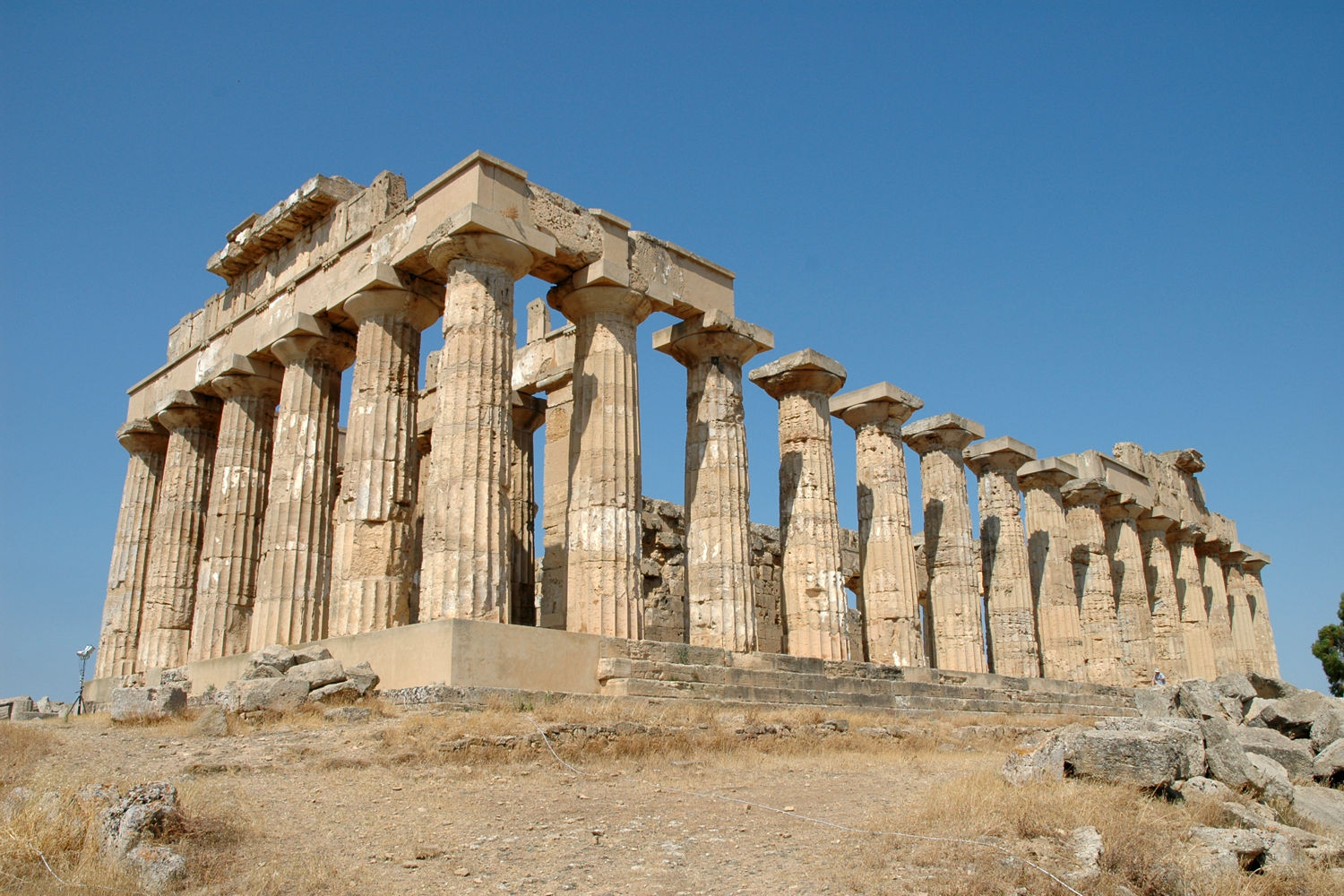
Templul Herei din Selinunte, Sicilia

Arta Greciei antice a exercitat o influență enormă asupra culturii multor țări din cele mai vechi timpuri până în prezent, în special în domeniile sculpturii și arhitecturii. În Occident, arta Imperiului Roman a fost derivată în mare parte din modele grecești. În est, cuceririle lui Alexandru cel Mare au inițiat câteva secole de schimb între culturile Greciei, Asiei Centrale și Indiei, rezultând în apariția artei greco-budiste, cu ramificații până în Japonia. După perioada Renașterii în Europa estetica umanistă și standardele tehnice ridicate ale artei grecești au inspirat generații de artiști europeni. Până în secolul al XIX-lea tradiția clasică originară din Grecia a dominat arta lumii occidentale.

## Religie

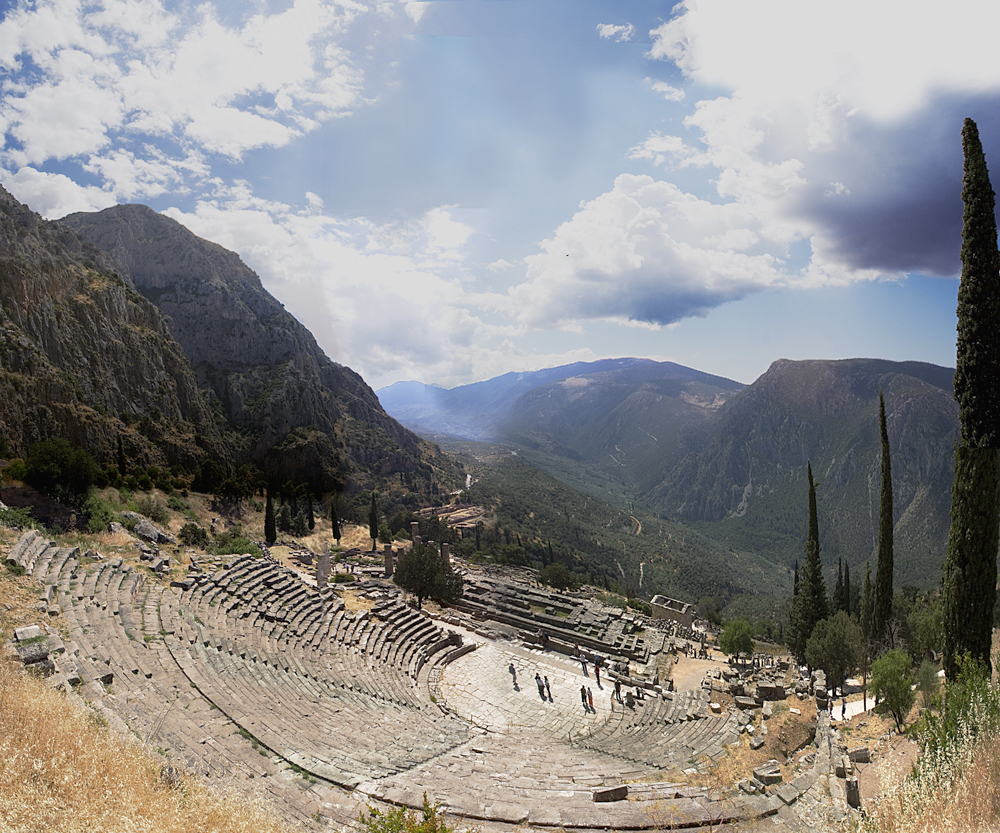
Delfi: teatrul și templul lui Apollo

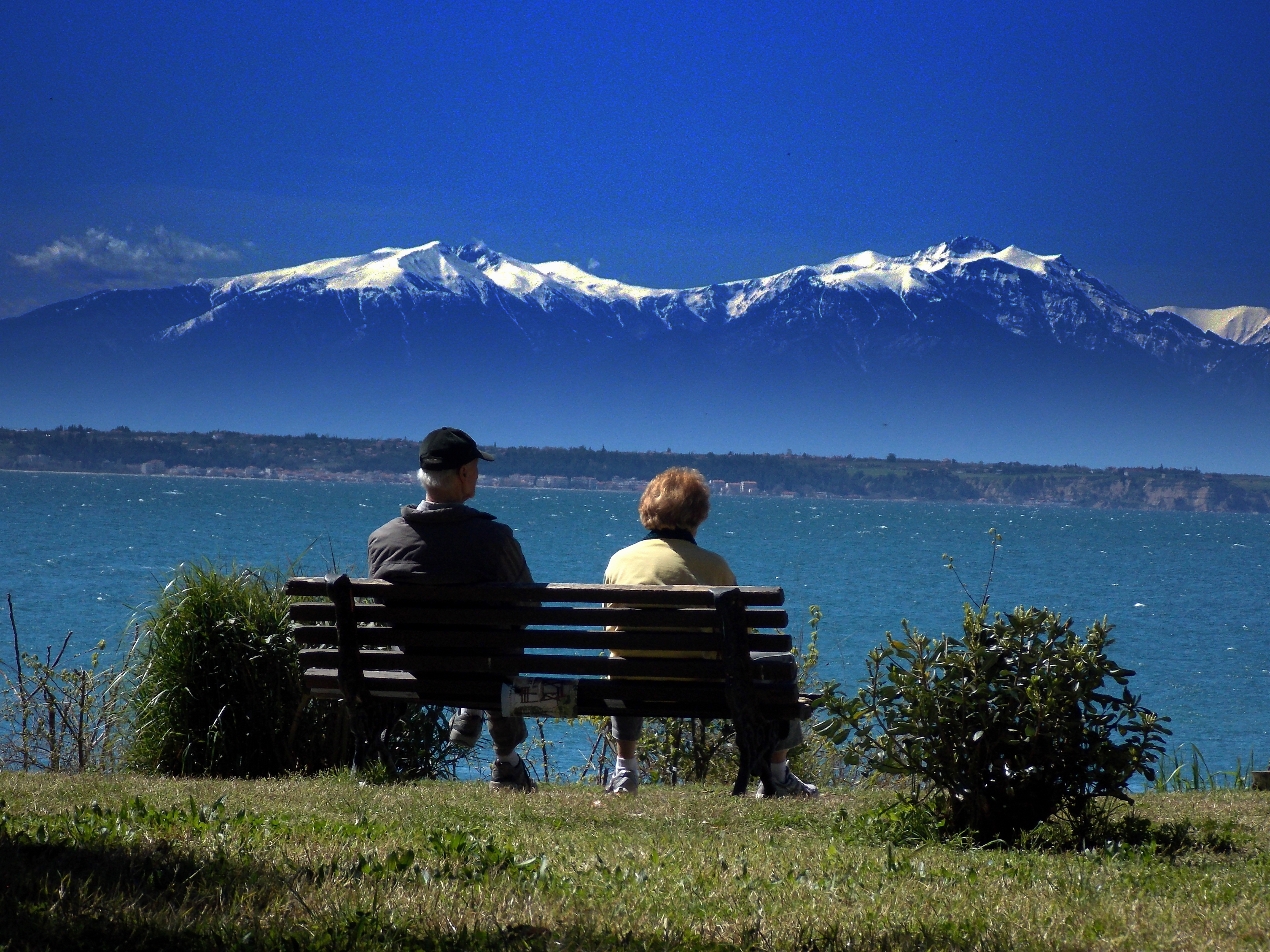
Muntele Olimp, lăcașul zeilor olimpieni

Religia era o parte importantă a vieții grecilor antici. Deși grecii din diferite orașe și triburi se închinau la aceiași zei, practicile religioase nu erau uniforme și zeii erau concepuți diferit în locuri diferite. Grecii erau politeiști, venerând mulți zei, dar încă din secolul al VI-lea î.Hr. a început să se formeze un panteon din doisprezece zei olimpieni - Zeus, Hera, Poseidon, Demetra, Atena, Ares, Afrodita, Apolo, Artemis, Hefaistos, Hermes și fie Hestia, fie Dionis. Religia greacă a fost influențată de practicile vecinilor din est încă din perioada arhaică, iar din perioada elenistică influența a avut loc în ambele direcții.
Cel mai important act religios din Grecia antică era jertfirea animalelor, cel mai adesea a oilor și caprelor. Sacrificiile erau însoțite de rugăciuni publice, iar rugăciunile și imnurile religioase erau ele însele o parte majoră a vieții religioase a grecilor antici.

## Galerie

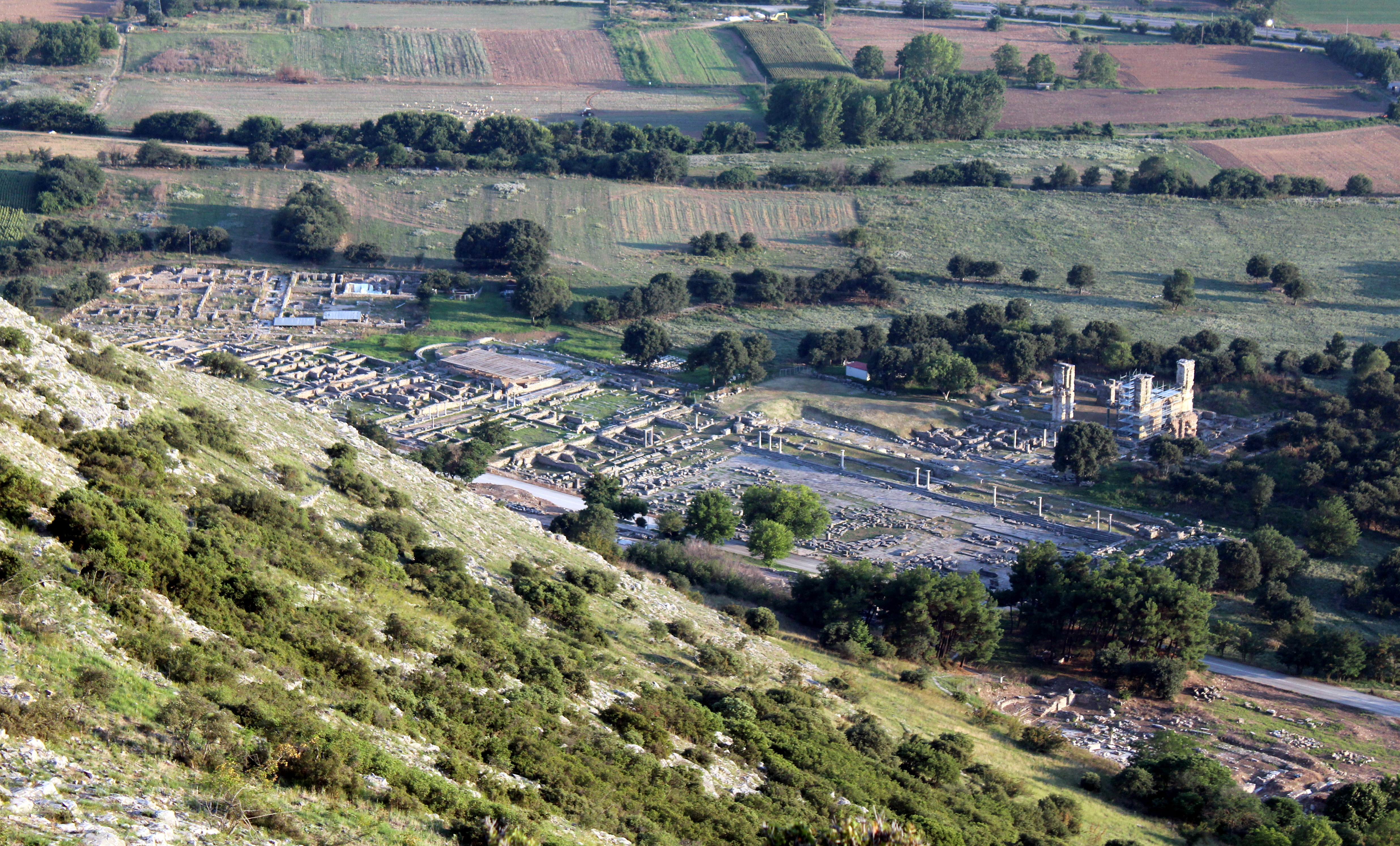
Situl Filippi, Macedonia, văzut de pe acropolă.
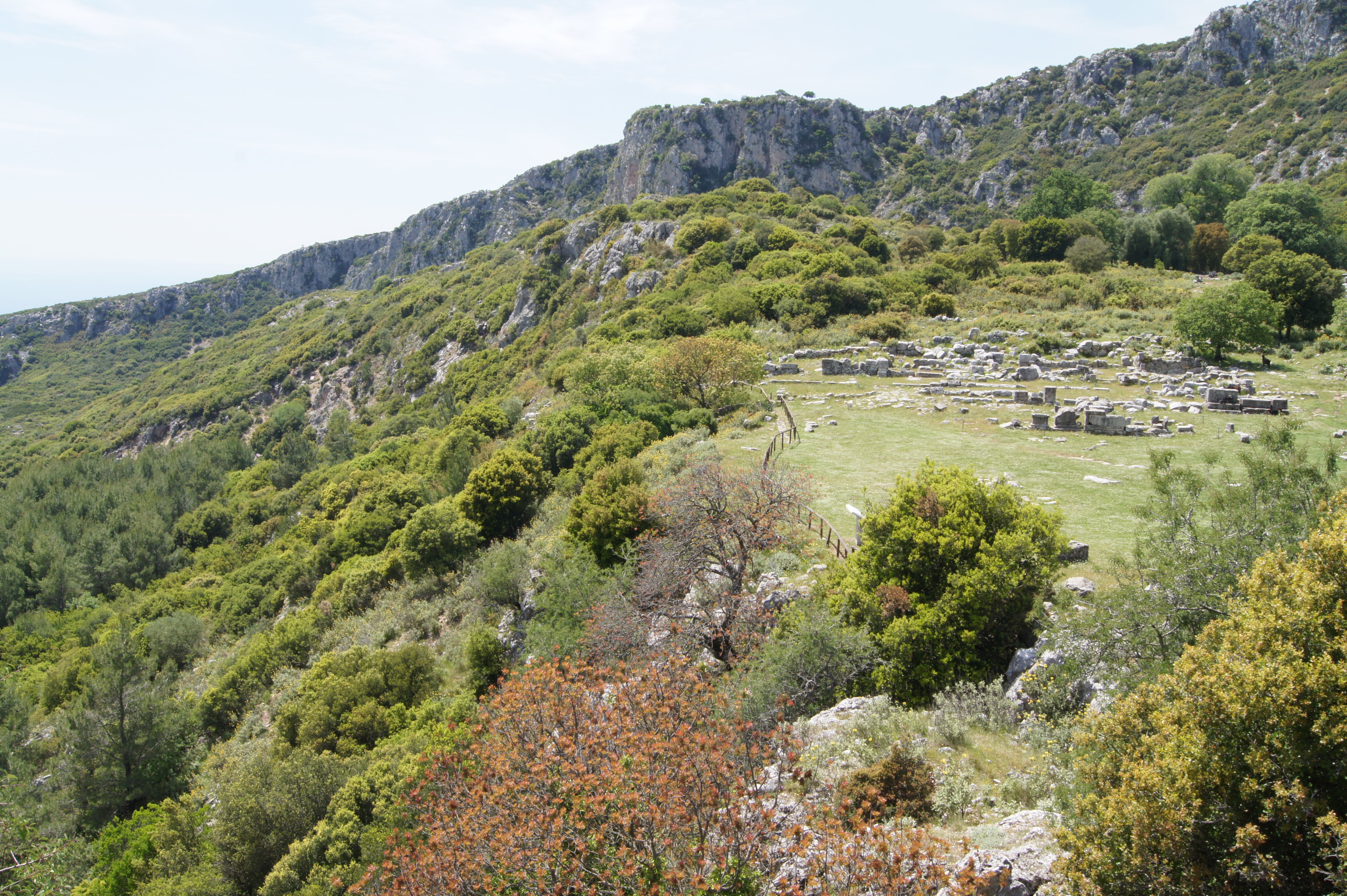
Situl Cassope în Epir, în Grecia de nord-vest.
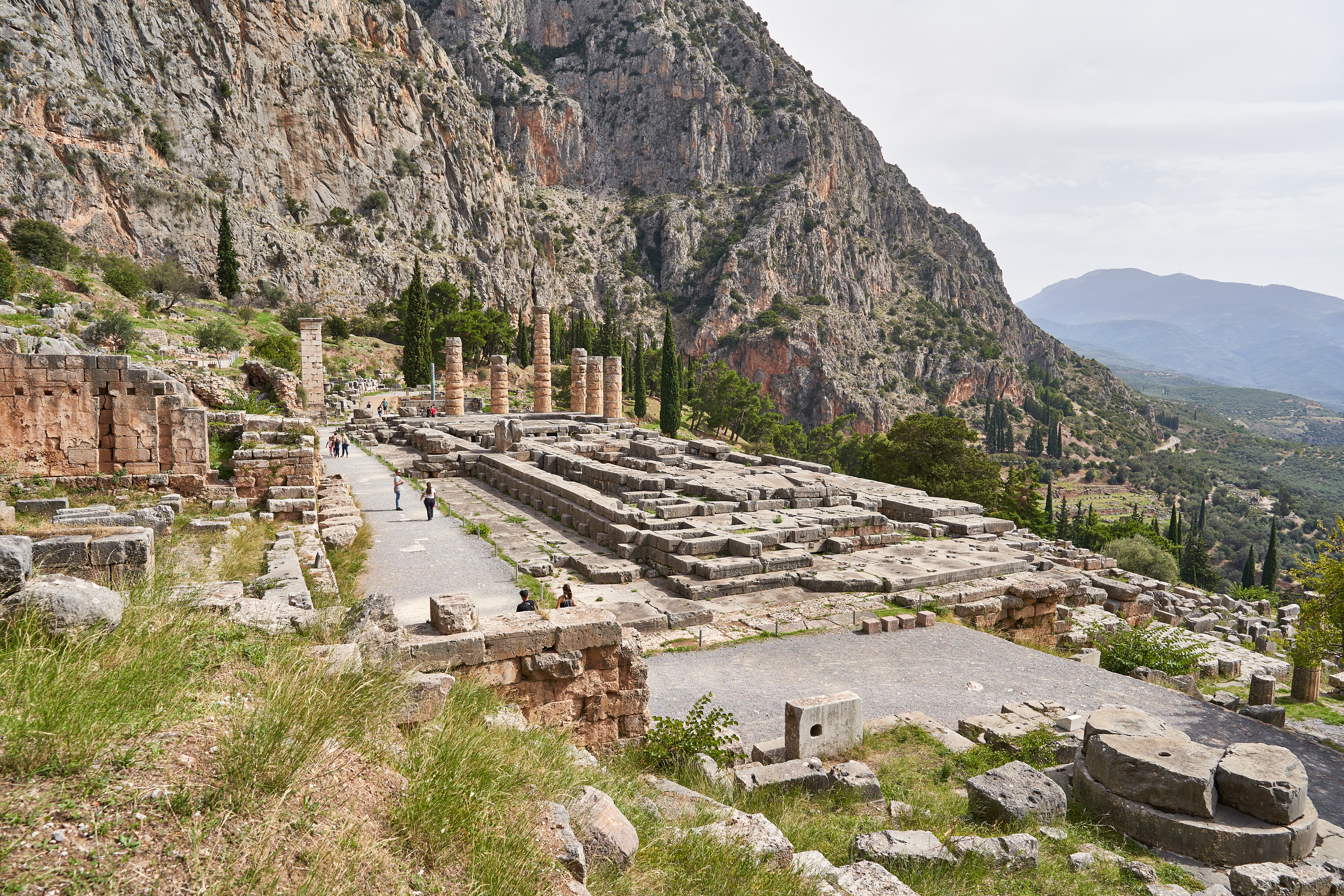
Templul lui Apollo din Delfi, Focida.
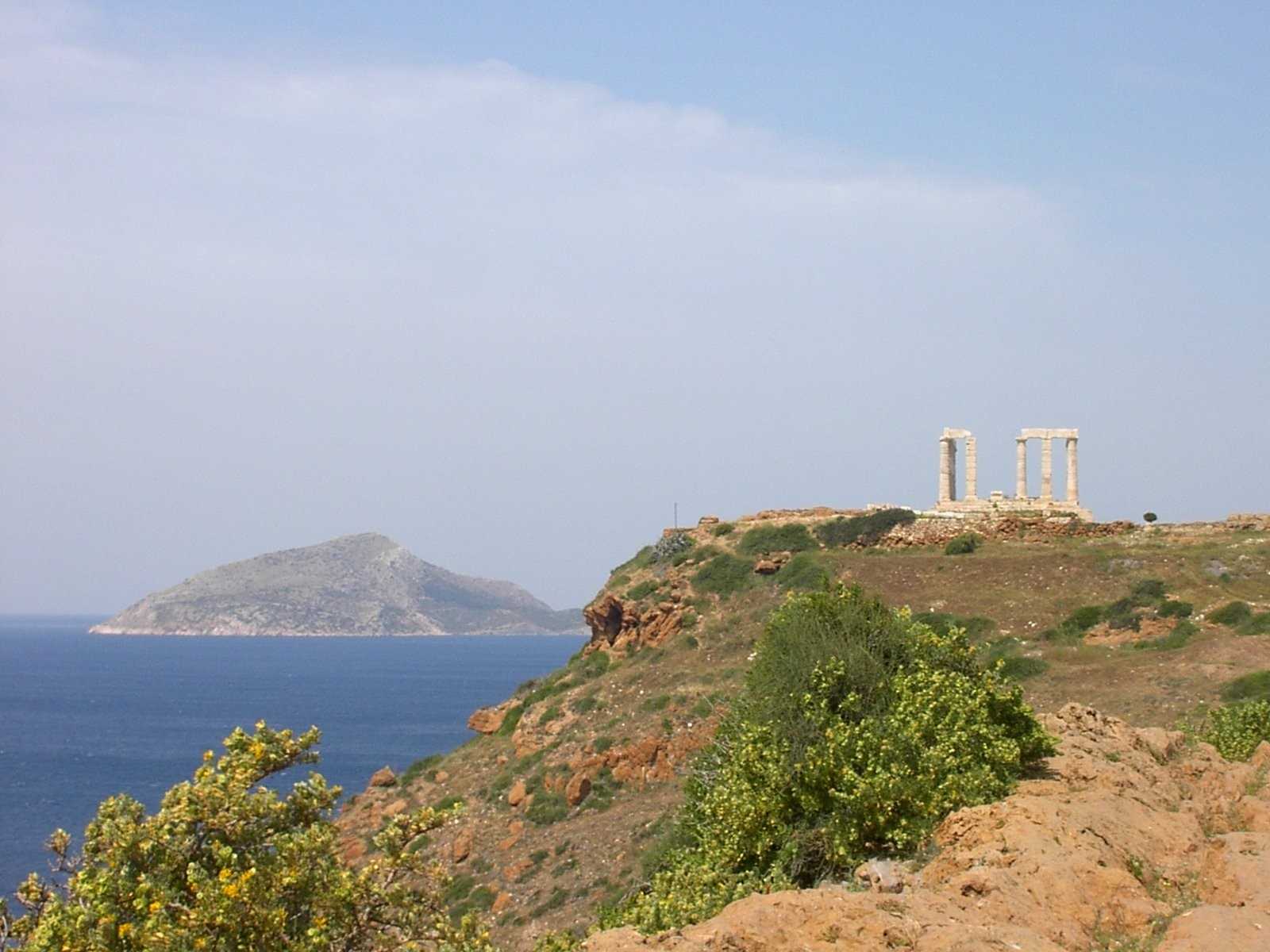
Capul Sounio (Atica), cu templul lui Poseidon, golful Saronic și insula lui Patrocle.
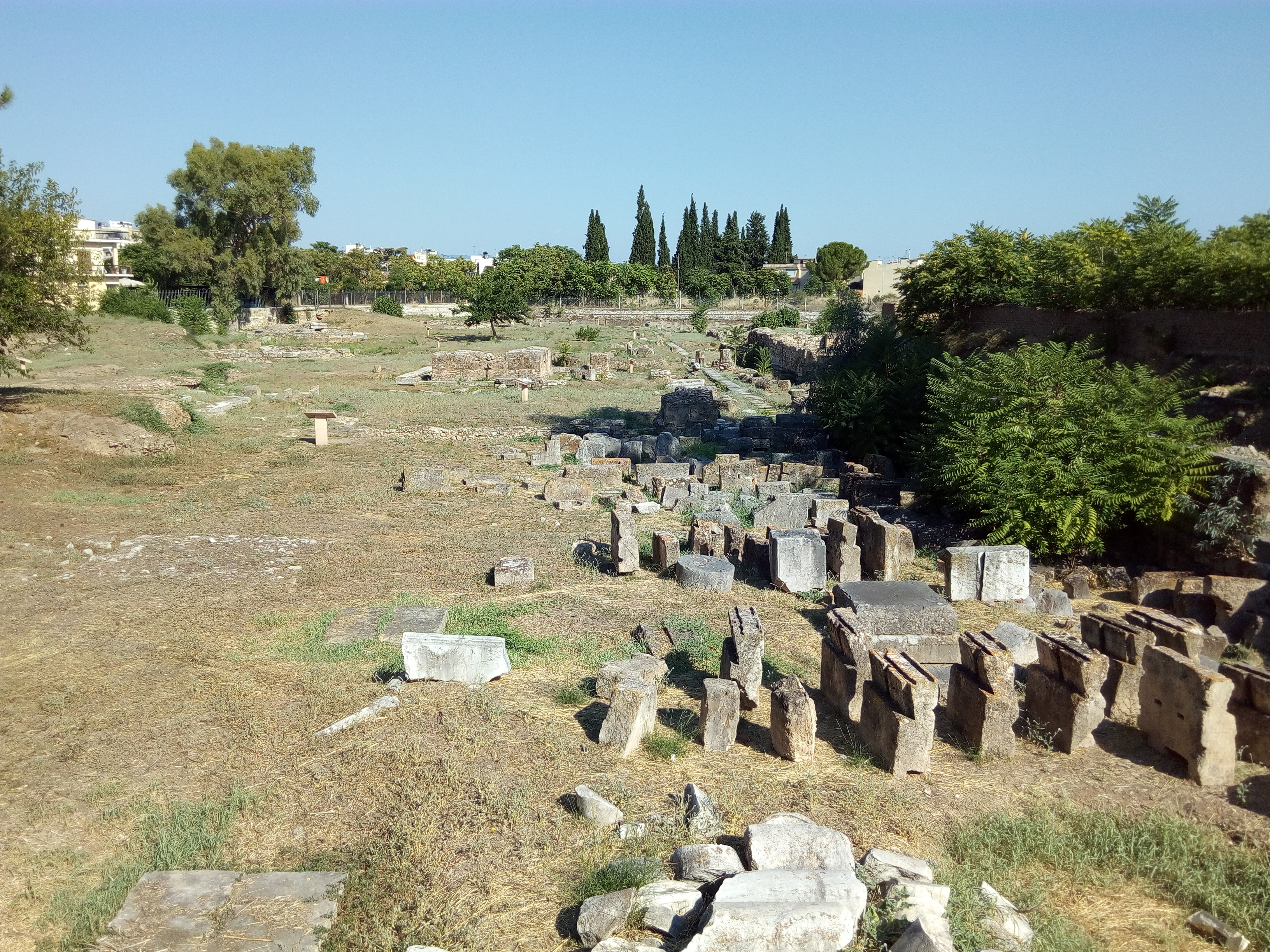
Ruinele agorei din Argos, Peloponez.
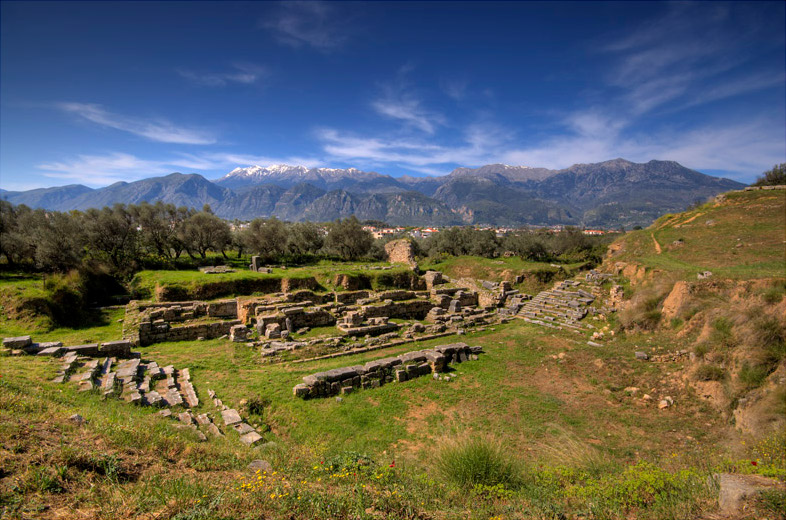
Ruinele teatrului din Sparta, Peloponez.
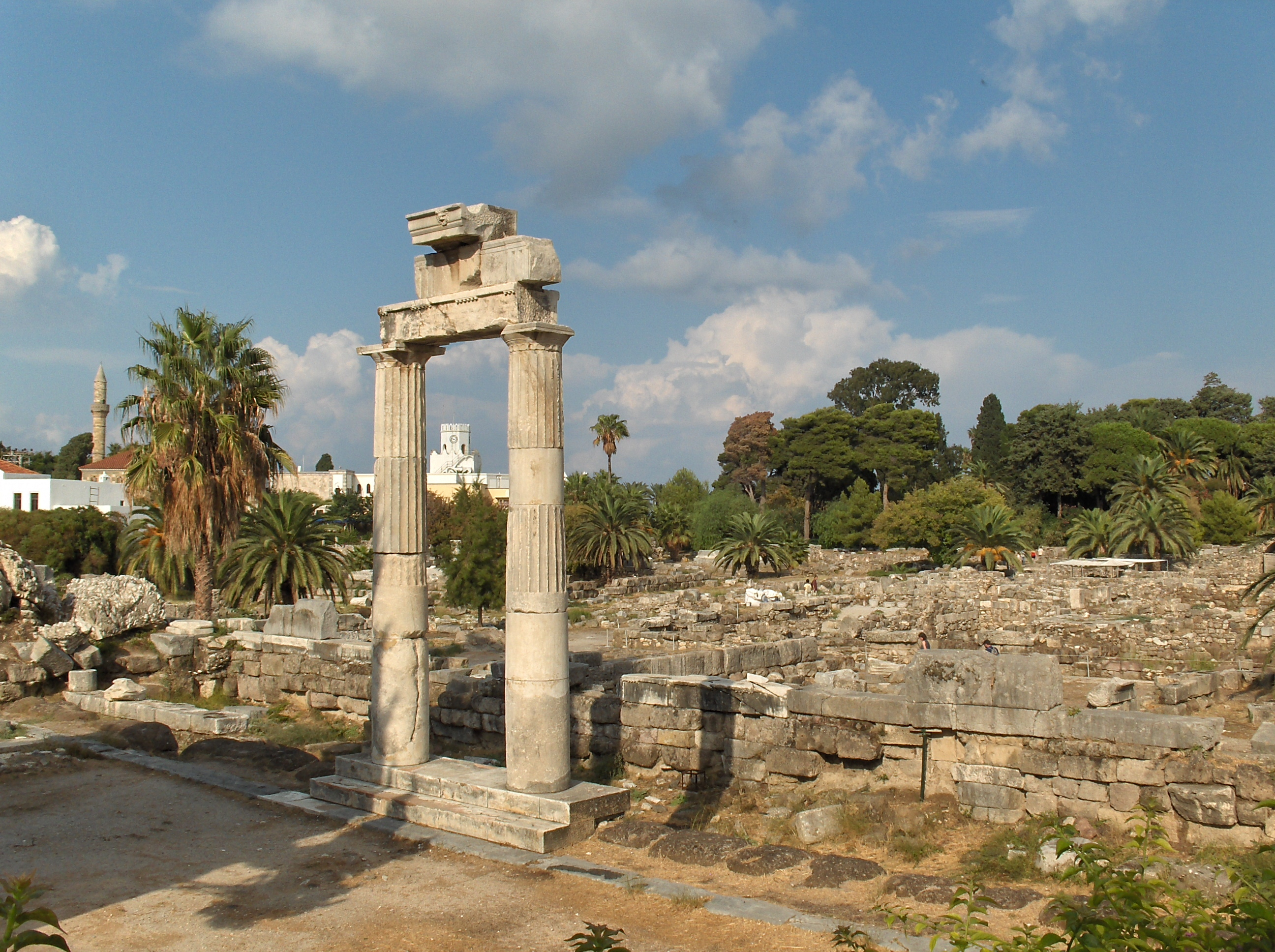
Ruinele agorei orașului Cos, Dodecanez.
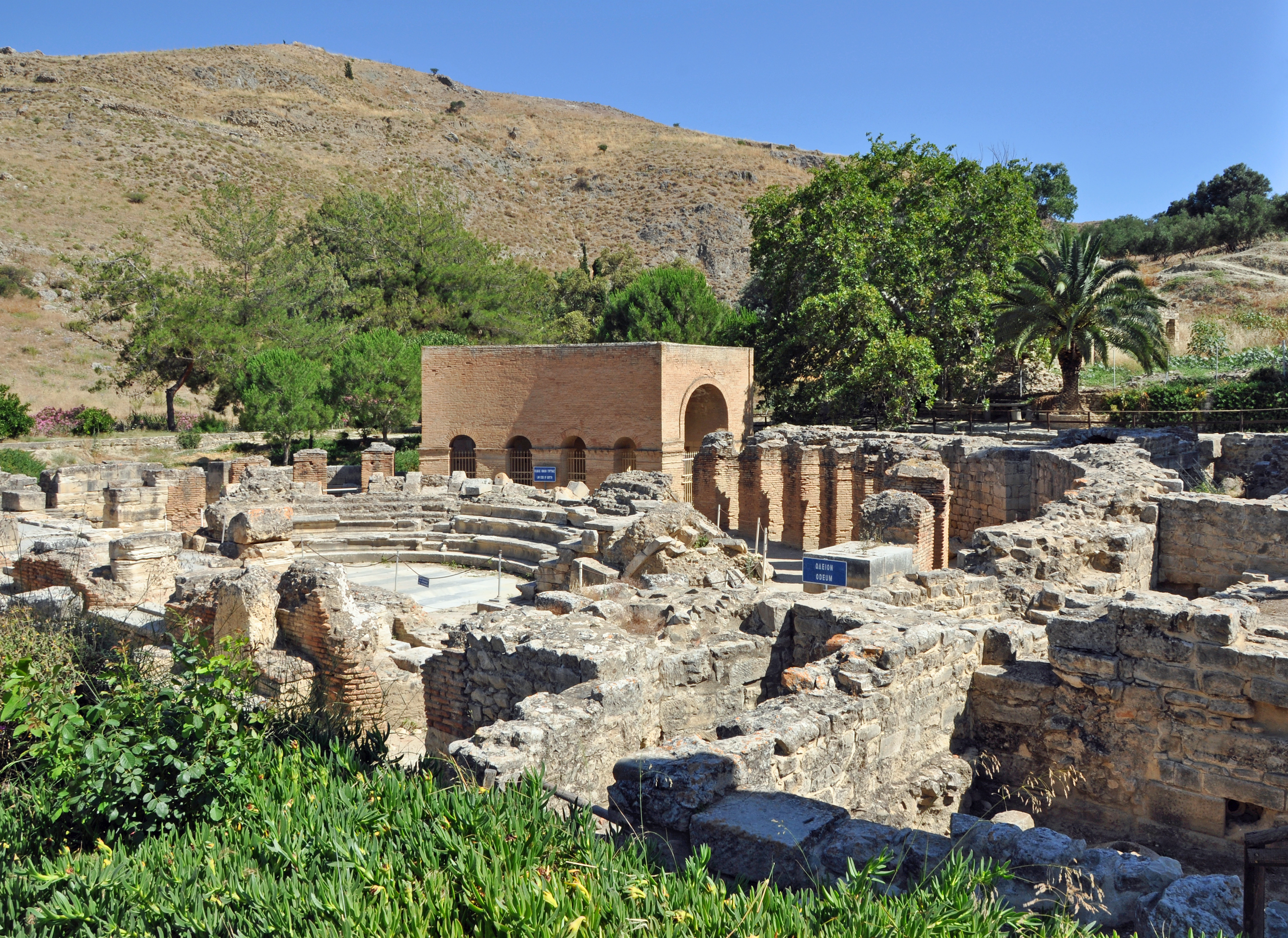
Ruinele orașului Gortyn, Creta.
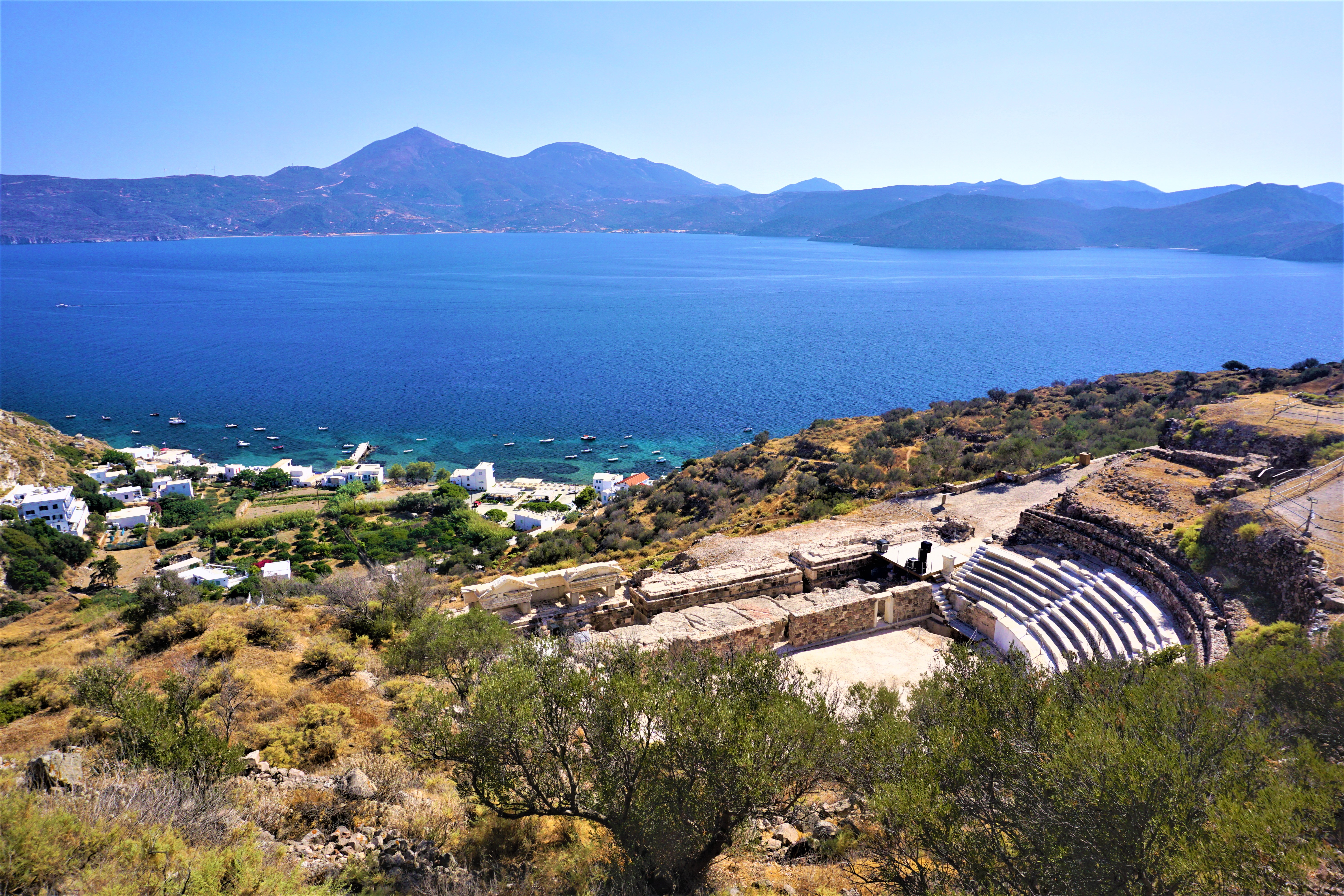
Teatrul roman din Milos.